# Autosan
Autosan – polskie przedsiębiorstwo z siedzibą w Sanoku i marka autobusów, produkowanych niegdyś w Sanockiej Fabryce Autobusów „Autosan”, a następnie przez Autosan Sp. z o.o. Od 2022 oddział Huty Stalowa Wola.

## Historia
Tradycyjnym symbolem przedsiębiorstwa i marki Autosan jest lecący bocian biały, przedstawiony w logo przedsiębiorstwa.

### Warsztat rzemieślniczy Mateusz Beksiński i Walenty Lipiński (1832–1887)
Historia przedsiębiorstwa sięga pierwszej połowy XIX wieku. Dwaj byli powstańcy listopadowi z zaboru rosyjskiego Mateusz Beksiński (1814–1886) i Walenty Lipiński (1813–1898) osiedlili się w Sanoku. W 1832 założyli kowalsko-kotlarski zakład rzemieślniczy, w którym rozpoczęli produkcję kotłów, narzędzi miedzianych i innych przedmiotów użytkowych. Warsztat był umiejscowiony przy obecnej ulicy Podgórze. Z czasem uruchomiono w nim produkcję narzędzi i urządzeń dla górnictwa i przemysłu naftowego, przemysłu gorzelniczego i browarnictwa. W 1886 Walenty Lipiński przekazał warsztat synowi, niespełna 30-letniemu Kazimierzowi.

### Fabryka Wagonów i Maszyn w Sanoku – Kazimierz Lipiński (1887–1894)

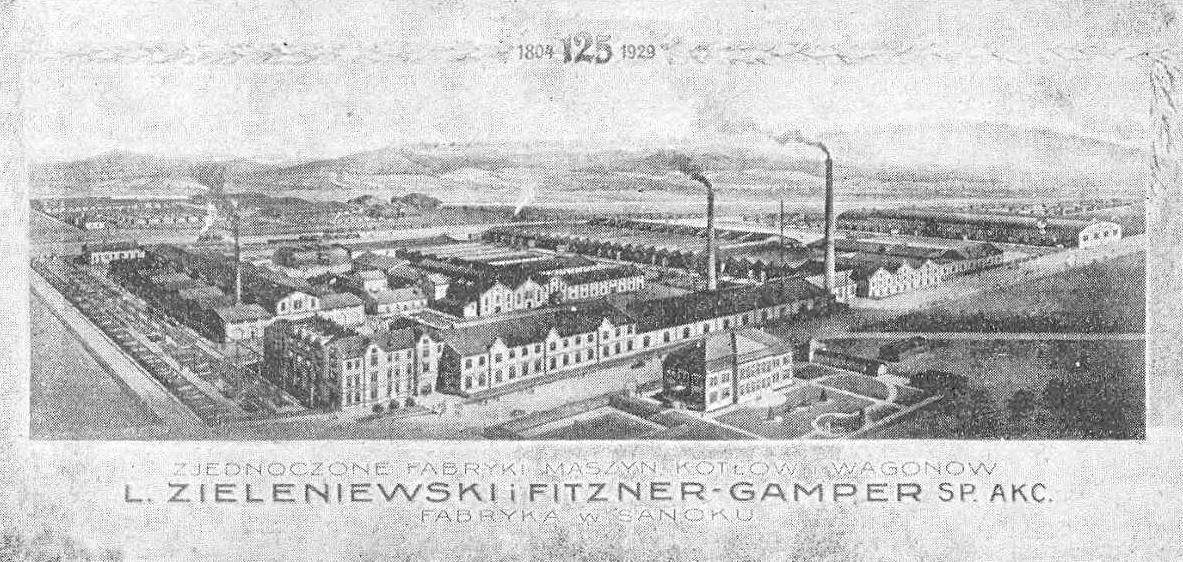
Zabudowania fabryki wg grafiki z 1929 r.

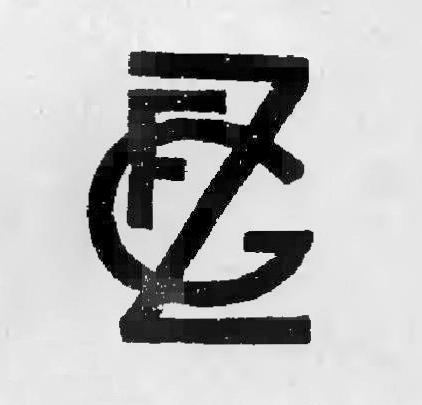
Logo Fabryki Wagonów L. Zieleniewski i Fitzner-Gamper S.A.

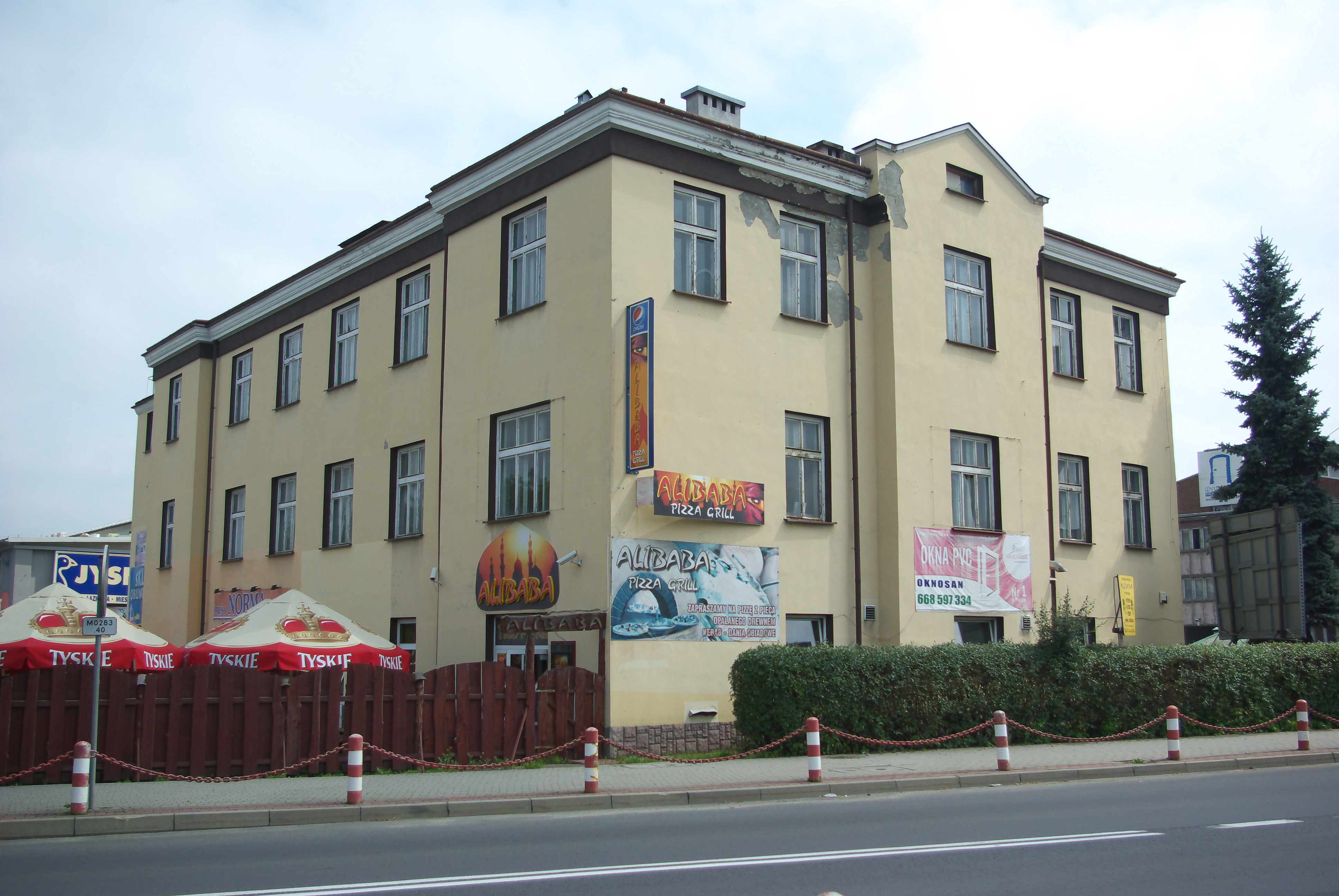
Pierwotny budynek administracyjny fabryki obok obecnego biurowca

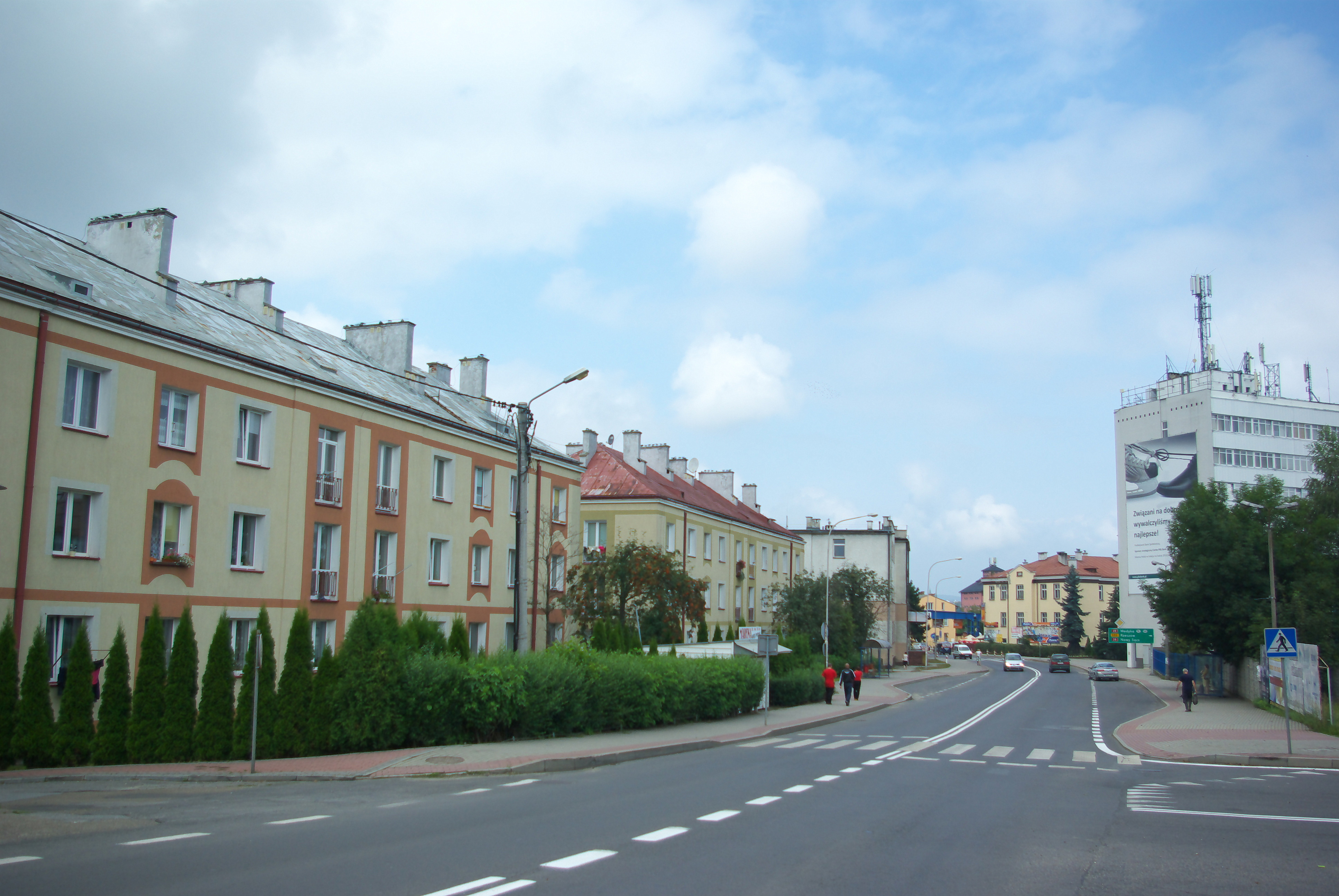
Ulica Kazimierza Lipińskiego w Sanoku i zabudowania fabryczne. Po lewej bloki mieszkalne dla pracowników, po prawej budynki administracyjne

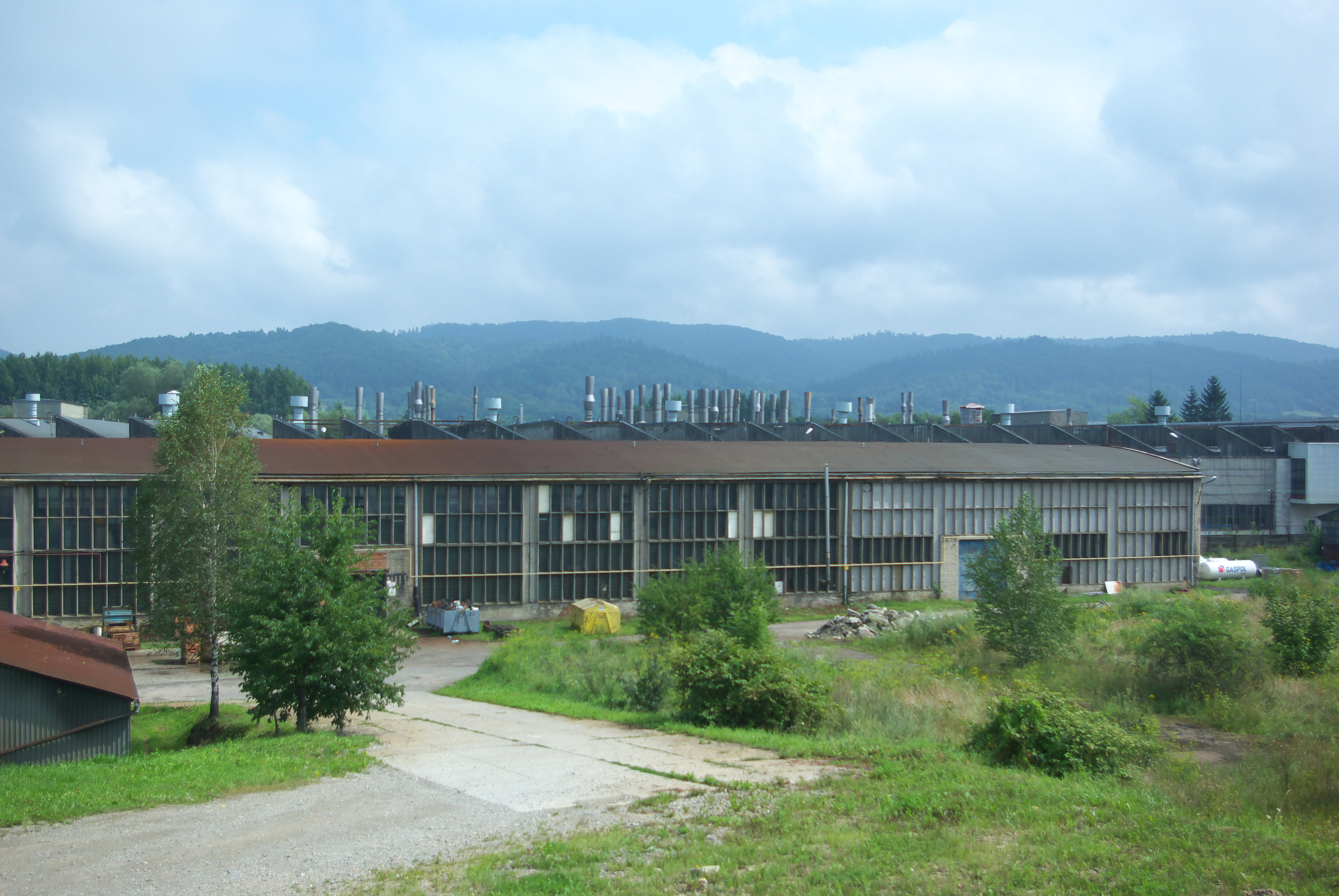
Zabudowania fabryczne przy ulicy Stefana Okrzei

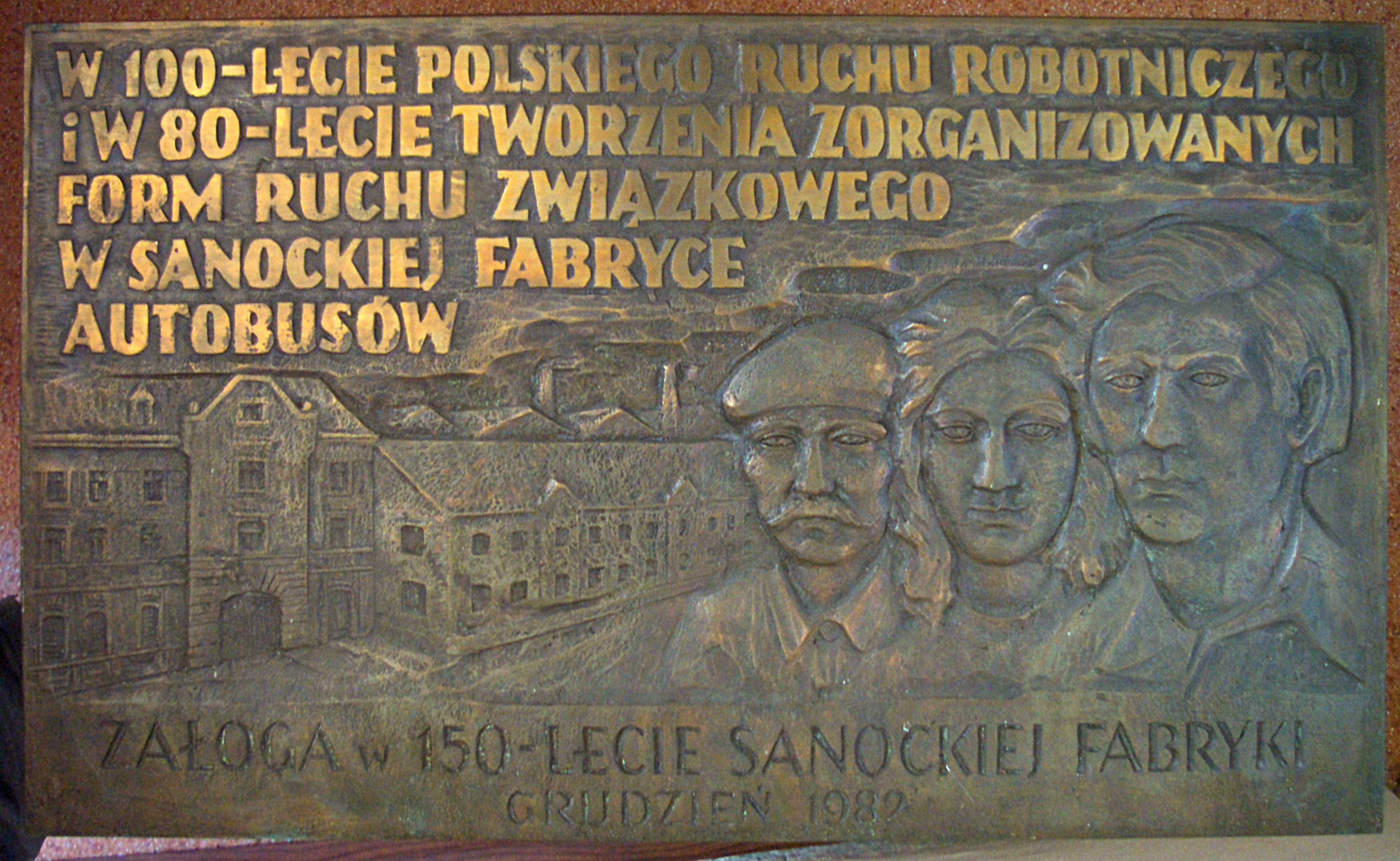
Tablica pamiątkowa w 150. rocznicę powstanie fabryki oraz zainicjowania w niej ruchu robotniczego i związkowego

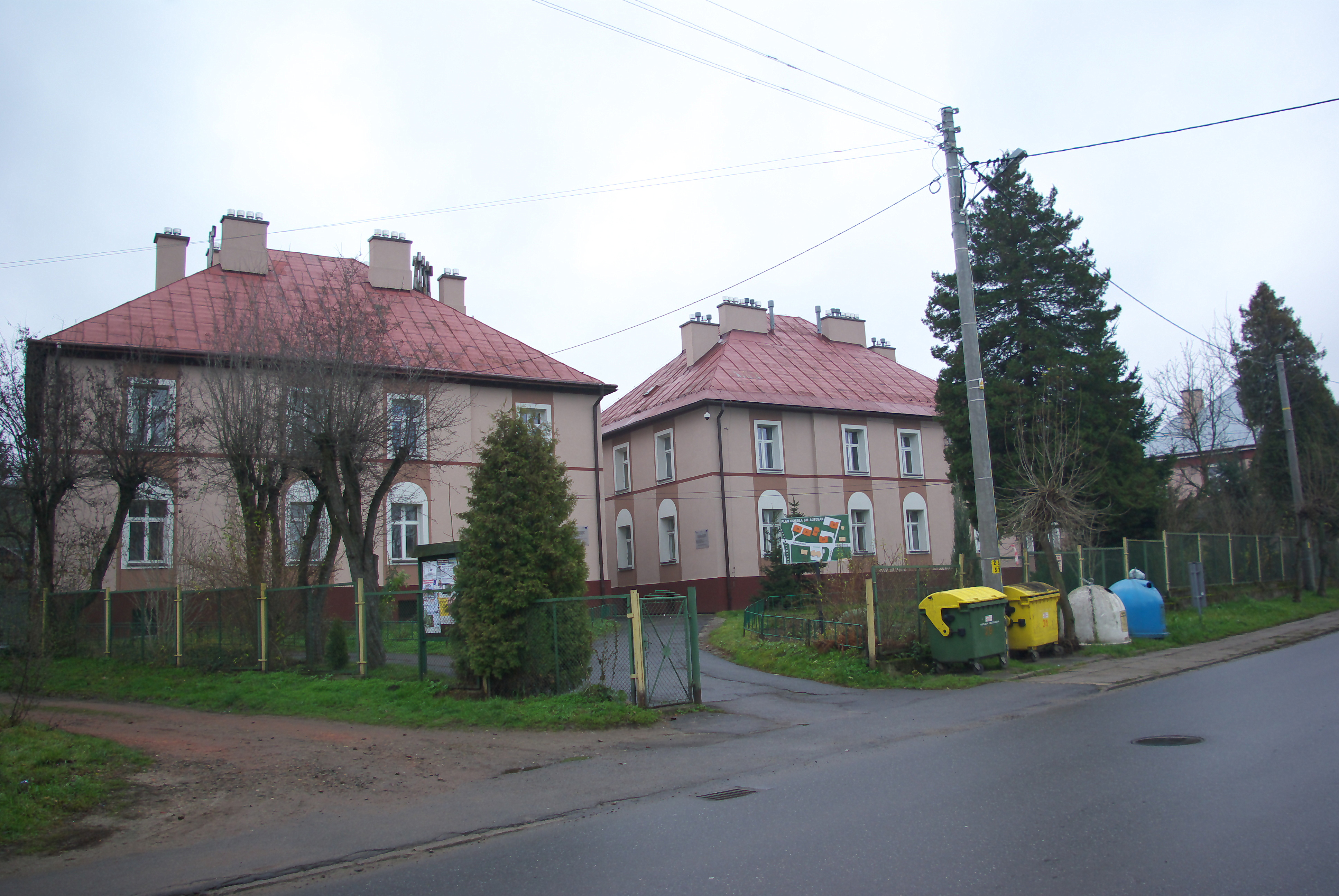
Zabudowania Spółdzielni Mieszkaniowej „Autosan” przy ulicy S. Konarskiego w Sanoku

Kazimierz Lipiński (1857–1911) prowadził zakład, który w 1887 liczył 30 robotników. Na przełomie 1889/1890 przeniósł fabrykę na tereny przy obecnej ul. Stanisława Konarskiego (tzw. „Stawiska”), gdzie w zamiarze rozwinięcia działalności i rozbudowy zakładu wybudował hale fabryczne i obiekty przemysłowo-techniczne. Jego wspólnikiem został Jan Schenk, który zadbał o maszyny i osoby wyspecjalizowane w ich obsłudze. Wkrótce Lipiński odkupił od niego udziały i został jedynym właścicielem oraz dyrektorem Fabryki Wagonów i Maszyn w Sanoku. W obrębie tego obszaru wzniesiono także wille z przeznaczeniem dla pracowników zakładu usytuowane na zboczu tzw. Szklanej Górki. W tym czasie zakład produkował kotły, maszyny i wagony, a w fabryce pracowało 120 robotników i jeden inżynier.
W 1896 r. Lipiński przeniósł fabrykę na tereny oddalone od centrum miasta, w ówczesnej wsi Posada Olchowska (grunty odsprzedało miasto). Zakład ten w 1891 otrzymał pierwsze zamówienie na produkcję kolejowych wagonów towarowych dla Krakowa. Napływały kolejne zamówienia, którym dotychczasowe przedsiębiorstwo nie było w stanie sprostać. Na początku 1892 r. c. k. zarząd kolei państwowych zamówił w fabryce 50 wagonów ciężarowych na kwotę 100 tys. zł. W latach 1892–1894 fabryka zrealizowała zamówienie austriackiego Ministerstwa Kolei na 143 wagony (43 pocztowe i 100 towarowych). W 1893 udało się uzyskać zapewnienie, iż wozy towarowe dla kolei galicyjskich będą zamawiane w fabryce krajowej. W 1896 jeden z zakładów wiedeńskich zamówił w fabryce 120 wagonów.

### Pierwsze Galicyjskie Towarzystwo Akcyjne Budowy Wagonów i Maszyn (1895–1913)
W 1894 r. dotychczasowe przedsiębiorstwo zostało przekształcone w spółkę akcyjną Pierwsze Galicyjskie Towarzystwo Akcyjne Budowy Wagonów i Maszyn, przedtem Kazimierz Lipiński, a do powstania przyczynił się prezes Banku Krajowego, Alfred Zgórski. Reskryptem z 10 czerwca 1895 koncesję na spółkę akcyjną udzieliły c. k. ministerstwa spraw wewnętrznych, skarbu, handlu i sprawiedliwości. Z dniem 1 sierpnia 1895 Pierwszy Galicyjski Zakład Budowy Wagonów i Fabryka Maszyn Kazimierza Lipińskiego w Sanoku przeszedł na własność przedsiębiorstwa Pierwsze Galicyjskie Towarzystwo Akcyjne Budowy Wagonów i Maszyn, przedtem Kazimierz Lipiński. Na czele fabryki nadal stał Kazimierz Lipiński, jednak założyciel zakładu nie miał już decydującego wpływu na kierowanie fabryką. Za pozyskane z emisji akcji środki (2 mln koron) wykupiono podmiejskie tereny oddalone od centrum miasta, Posadzie Olchowskiej (grunty odsprzedało miasto). Tam w latach 1894–1897 wybudowano nowe hale fabryczne i ruszyła w nich produkcja wagonów kolejowych towarowych i osobowych, a także tramwajów. Jeszcze przed końcem XIX wieku spółka stała się czołowym i jednym z największych producentów pojazdów szynowych w Monarchii Austro-Węgierskiej. W tym czasie liczba pracowników fabryki wynosiła ok. 1000.
Pomimo konkurencji ze strony rodzimych austriackich zakładów sanocka fabryka wykonała zamówienie dla renomowanych odbiorców: 50 wagonów tramwajowych dla Wiednia, 30 wozów tramwajowych dla Ostrawy, 50 wagonów osobowych III klasy dla kolei państwowych w Rumunii. Fabryka wykonywała także pogrzebowe wagony salonowe, które np. zamówiło Towarzystwo Pogrzebowe z Wiednia. Wóz kolejowy do transportowania zwłok powstał w 1894 według projektu kierownika technicznego fabryki inż. Rudolfa Feldbachera i został wykonany na zamówienie pierwszego stowarzyszenia wypożyczania wagonów kolejowych w Wiedniu. Sposobnościami do wykorzystania tego rodzaju wagonów było sprowadzenie zwłok austriackiego księcia Albrechta Fryderyka Habsburga w lutym 1895 i żony cesarza Franciszka Józefa I, Elżbiety we wrześniu 1898 (w drugim przypadku sanocka fabryka w ciągu czterech dni stworzyła odpowiednio przygotowany wagon celem sprowadzenia zwłok cesarzowej ze Szwajcarii do Wiednia). Na przełomie wieków przedsiębiorstwo wykonało także salonkę dla dworu cesarskiego w Wiedniu. Jesienią 1900 w zrealizowano zamówienie 17 nowych wagonów elektrycznych, a następnie do 1902 13 wagonów silnikowych na potrzeby tramwajów w Krakowie.
Kazimierz Lipiński zrezygnował z funkcji dyrektora w 1900, a jego następcami byli kolejno Aleksander Misiągiewicz (1900–1905), Ignacy Drewnowski (1905–1909) i Ludwik Eydziatowicz (1909–1914, dotychczasowy prokurzysta). Do połowy lutego 1905 K. Lipiński pozostawał w radzie nadzorczej sanockiej fabryki, mając formalnie siedzibę we Lwowie. Prócz zarządu fabryki Pierwsze Galicyjskie Towarzystwo Akcyjne Budowy Wagonów i Maszyn funkcjonowała także rada zawiadowcza, której prezesem w 1912 był Alfred Zgórski, wiceprezesem hr. Henryk Konarski, a wśród członków byli Natan Loewenstein, Stanisław Schaetzel. W 1913 kapitał akcyjny fabryki wynosił 2 mln koron.
25 sierpnia 1900 fabryka została odwiedzona przez Namiestnika Galicji Leona Pinińskiego. W 1901 w fabryce odbył się pierwszy strajk – jego współorganizatorem był krótko związany z zakładem działacz komunistyczny Stanisław Łańcucki. Kolejne akcje strajkowe miały miejsce w latach 1904, 1905, 1907, 1910 i 1912. Kontynuowano produkcję maszyn i osprzętu dla przemysłu naftowego, spirytusowego i browarnictwa. Produkowano również m.in. maszyny i kotły parowe, cysterny, żurawie, pogłębiarki, walce drogowe, stalowe łodzie ratunkowe, stalowe konstrukcje mostów oraz wyroby odlewnicze. W fabryce zostały wykonane przęsła i stalowe użebrowanie do budowy hali dworca kolejowego we Lwowie, otwartego 26 marca 1904. Ponadto fabryka współdziałała przy wykonaniu Pasażu Mikolascha i urządzeń maszynowych Teatru we Lwowie. W 1904 rozpoczęto produkcję sikawki strażackiej, którą później dla celów handlowych nazwano Sanocką sikawką Nr 23 (na przełomie lat 1904–1915 wyprodukowano 677 egzemplarzy w wersji dwu- i czterokołowej). Fabryka wyprodukowała Sanok SW1 – wozy tramwajowe dla Tarnowa. Od 1912 produkowano tramwaje elektryczne Sanok SN1. Na przełomie wieków robotnicy fabryki stworzyli oddział Związku Metalowców (twórcami byli m.in. Wilhelm Topinek, Stanisław Łańcucki), którego przewodniczącymi byli W. Topinek, Piotr Nijakowski (1905–1914), a działaczami byli także Jan Baranowski i Roman Baczyński. W 1905 walne zgromadzenie powołało komisję mającą zbadać gospodarkę w fabryce celem rozpoznania jej nierentowności (jej członkiem został profesor humanista Antoni Małecki). W Święto Pracy 1 maja 1905 w fabryce ustała praca, a w pochodzie i zebraniach uczestniczyło około 8 tys. jej robotników. W dniach 10 i 11 czerwca 1911 odbyły się w Sanoku uroczyste obchody dziesięcioletniej służby dyrektora Eydziatowicza w sanockiej fabryce, połączone wraz z przekazaniem wozu numer 7000 wyprodukowanego w zakładzie. W 1912 dyrekcja kolei państwowych we Lwowie przyznała fabryce dostawę i urządzenie obrotnicy na stacji kolejowej w Drohobyczu.
W okolicy infrastruktury fabryki, późniejszej ulicy Kazimierza Lipińskiego, na przełomie XIX/XX wieku powstały zabudowania administracyjne.
Od 1898 r. działało przyzakładowe stowarzyszenie urzędników i robotników fabryki, a także amatorska orkiestra muzyczna, której dyrygentem do 1905 był inż. Jerzy Jasiński. W 1912 w fabryce został zawiązany sanocki oddział Związku Strzeleckiego, któremu sprzyjał i twórcą był dyrektor Eydziatowicz.
W 1902 r. Jan Bogucki, profesor C. K. Państwowej Szkoły Przemysłowej we Lwowie opracował dla fabryki plany ogólne i kosztorys.

### Polskie Fabryki Maszyn i Wagonów – L. Zieleniewski w Krakowie, Lwowie i Sanoku S.A., Fabryka Sanocka (1913–1928)
W 1913 r. spółka akcyjna „Zieleniewski” wykupiła Fabrykę Maszyn księcia Lubomirskiego we Lwowie, doszło do fuzji z Pierwszym Galicyjskim Towarzystwem Akcyjnym Budowy Wagonów i Maszyn w Sanoku. Formalnie doszło do fuzji obu zakładów, podpisanej 30 października 1913, a naczelnym dyrektorem został Edmund Zieleniewski (do 1919), a jego następcą już w latach 20. XX w. Antoni Lewalski, a po nim od 1927 Ludwik Dyduch. Na czele przedsiębiorstwa stał Leon Zieleniewski. Zakład S.A. L. Zieleniewski stał się pierwszym w zaborze austriackim przedsiębiorstwem wielozakładowym typu koncernowego. W 1913 Kraków zakupił kolejne wagony tramwajowe. W 1914 wydano postanowienie o przeniesieniu Fabryki Wagonów do Trzebini, jednak tę decyzję uniemożliwił wybuch I wojny światowej. We wrześniu 1914 w fabryce został przyjęty przebywający w Sanoku Legion Wschodni – przez Ludwika Eydziatowicza i Juliusza Brunę (dyrektora i urzędnika tejże). Podczas wojny fabryka została poważnie zniszczona. Po inwazji w 1915 wojska rosyjskie zniszczyły oraz wywiozły część wyposażenia fabryki.
W okresie od 1919 do 1920 r., gdy urząd burmistrza Sanoka pełnił Marian Kawski, sprzedano tereny miejskie pod nazwą „Leśniczówka” na rzecz poszerzenia działalności Sanockiej Fabryki Wagonów. Produkcję wznowiono w 1920 – wówczas rząd polski zamówił osiem tysięcy wagonów towarowych i dwa tysiące osobowych w terminie 10 lat. W 1923 osiągnięto rekordową sumę produkcji: 1395 wagonów towarowych i 60-osobowych, jednak rok później następnie rząd polski obniżył wielkość swojego zamówienia do 700 egzemplarzy. Jednocześnie w tym samym czasie przestał obowiązywać dotychczasowy zakaz realizowania zamówień dla podmiotów prywatnych. Realizowano także zamówienia za granicę, w tym np. tramwaje w Ostrawie w Czechach (15 wagonów elektrycznych). W sumie do 1925 fabryka wyprodukowała 15 700 wagonów wszelkich typów (4 800 z nich dla Kolei Państwowych). Fabryka dostarczyła wozy do otwartej w 1926 linii tramwajowej w Warszawie.
W latach międzywojennych przedsiębiorstwo odbudowano i podjęto produkcję wagonów kolejowych dla PKP w ramach wieloletniego kontraktu. Powstawały wówczas również tramwaje Sanok SN1 i Sanok SN2. W latach 1926–1928 na importowanych z Włoch podwoziach ciężarówki Lancia Pentaiota zbudowano pierwsze 15 autobusów. Prawdopodobnie w latach 20. zostały wybudowane kamienice mieszkalne przy ulicy Stanisława Konarskiego z przeznaczeniem dla kadry kierowniczej fabryki (późniejsza Spółdzielnia Mieszkaniowa „Autosan”).
Od 1919 r. w fabryce zdarzały się strajki; na czele strajku trwającego od 6 czerwca do 25 lipca 1919 stanął Wilhelm Topinek.

### Zjednoczone Fabryki Maszyn, Kotłów i Wagonów – L. Zieleniewski i Fitzner-Gamper, Spółka Akcyjna, Fabryka Sanocka (1928–1939)

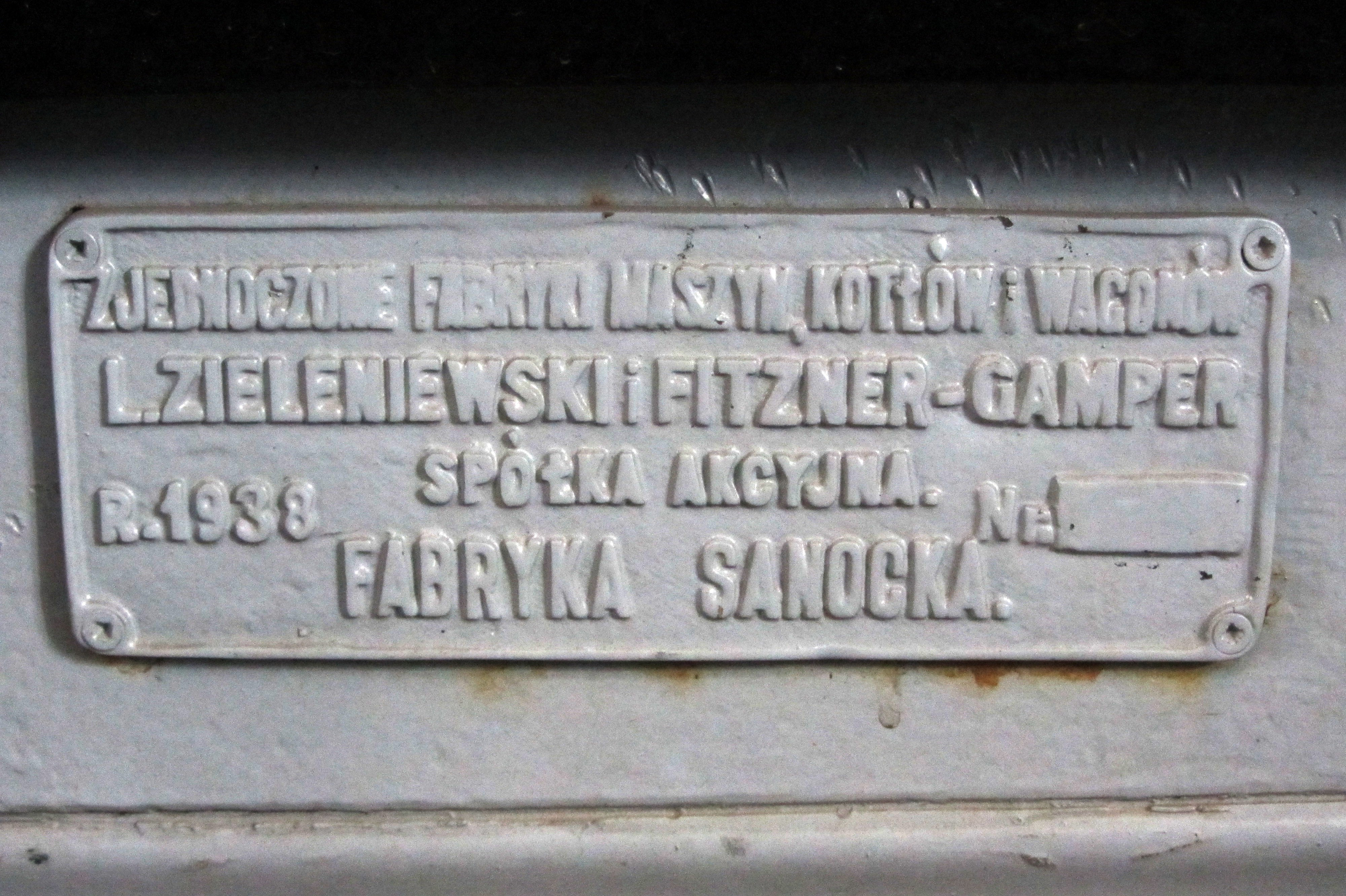
Tabliczka na tramwaju Sanok SN2 z 1938

Mając w zamiarze odciążenie kosztów i uzyskanie większych korzyści, nastąpiła dalsza koncentracja kapitałowa przez połączenie spółki Ludwika Zielenewskiego z przedsiębiorstwem W. Fitzner i K. Gamper, przez co fabryka stała się częścią składową Zjednoczenia Maszyn, Kotłów i Wagonów L. Zieleniewski – Fitzner-Gamper Spółka Akcyjna (należały do niej także fabryki w miastach Sosnowiec, Siemianowice Śląskie i Dąbrowa Górnicza).
Dyrektorem zakładu od 1929 do końca II RP w 1939 był inż. Karol Górniak. W 1928 r. miał miejsce strajk 1200 robotników w fabryce żądających podwyżki płac. W 1929 r. rozpoczął się wielki kryzys w Polsce, a jego lata spowodowały olbrzymi spadek poziomu produkcji z powodu małych zamówień z PKP. Jednocześnie zrodziły się strajki pracownicze, których apogeum stanowił Marsz Głodnych w Sanoku 6 marca 1930. W tym czasie zatrudnienie z wcześniejszych 1700 osób spadło w 1930 do 1218, systematycznie malało, w 1934 do 33. W 1938 fabryka zatrudniała ok. 2000 pracowników, w 1939 r. ok. 150.
W latach 1930–1934 produkcja gwałtownie spadła, a nawet była wstrzymywana. Po przetrwaniu kryzysu, w 1934 r. fabryka przyjęła zlecenie na wykonanie wagonów dla dyrekcji PKP w Warszawie. Przed 1939 r. produkowany był zróżnicowany tabor kolejowy, tramwaje, od 1938 kuchnie polowe (wyprodukowane kilkaset), od 1939 przyczepy ewakuacyjne czołgów (kilka sztuk). W połowie lat 30. uruchomiono produkcję osobowych wagonów motorowych, a ponadto pojawiło się zamówienie na pojazdy wojskowe, w tym czołgi, lecz ich realizację przerwała II wojna światowa. Do 1929 w Fabryce Zieleniewskiego ukończono osobny zakład produkcji ręcznych karabinów maszynowych, pistoletów automatycznych, przed 1939 podjęto wytwarzanie najcięższych karabinów maszynowych 20 mm. Łącznie w okresie II Rzeczypospolitej zakład wyprodukował 8500 wagonów kolejowych (ponadto ok. 500 wyremontował) i 200 tramwajowych.
Przy fabryce działała Podhalańska Przemysłowa Straż Pożarna L. Zieleniewski, której prezesem był Radwan-Paszkiewicz, a naczelnikiem J. Weidl. Przed 1939 siedziba fabryki mieściła się pod numerem 87 ulicy K. Lipińskiego. Na przełomie lat 20. i 30. został wybudowany Dom Robotniczy staraniem Stowarzyszenia „Praca i Życie”.

### Zieleniewski Maschinen und Wagonbau-Gesellschaft m. b. H. Werk Sanok (1939–1944)
W okresie mobilizacji od 27 sierpnia 1939 hala fabryczna stanowiła miejsce zakwaterowania rezerwistów sanockiego 2 Pułku Strzelców Podhalańskich. Z Sanoka podjęto wywiezienie pociągiem towarowym najcenniejszych maszyn i urządzeń, zaś pięcioma wagonami turystycznymi odjechały zawartość archiwum zakładowego, księgarni, księgi i maszyny biurowe. 7/8 września 1939 został wydany rozkaz ewakuacji fabryki, po których pociąg towarowy złożony z 25 wagonów podążał w okresie kampanii wrześniowej na wschód, był ostrzeliwany przez Niemców (śmierć ponieśli wówczas dwaj pracownicy fabryki: Julian Gorgoń i Cyryl Dutkiewicz), po czym dotarł do Stanisławowa 18 września i tam zakończyła się ewakuacja wskutek agresji ZSRR na Polskę. Po wybuchu wojny do listopada 1939 fabryka nie działała. Po wkroczeniu Niemców i zajęciu zakładu, podczas okupacji niemieckiej, fabryka wraz z innymi zakładami polskimi została przydzielona do krakowskiej spółki Zieleniewski Maschinen- und Wagonbau-Gesellschaft i podporządkowana Komendzie Okręgu Zbrojeniowego w Krakowie. W tym okresie w zakładzie produkowano i remontowano wagony kolejowe, od lata 1943 także remontowano czołgi i samochody oraz produkowano nosze i łóżka sanitarne. W tym czasie na rzecz zakładu i pracowników ofiarnie działał dyrektor Karol Górniak, który odmówił Niemcom produkcji w fabryce sprzętu zbrojeniowego, co argumentował przestarzałymi urządzeniami produkcyjnymi. W sumie do lipca 1944 wyprodukowano 5000 nowych wagonów, naprawiono 1000 wagonów uszkodzonych na froncie wschodnim oraz wykonano 180 tys. sztuk noszy sanitarnych dla rannych żołnierzy armii niemieckiej. Od lipca 1941 do lipca 1944 na terenie fabryki wagonów w Fabryce Obrabiarek mieściły się również zakłady naprawcze sprzętu wojskowego dla armii niemieckiej pod nazwą Panzer-Instandsetzungs-Kraftfahr-Werke, Instandsetzungsgruppe „Süd” (w skrócie K-Werk), w których remontowano m.in. czołgi, wozy pancerne oraz działa. Do 1944 dyrektorem fabryki pozostawał Karol Górniak, który wprawdzie podpisał Deutsche Volksliste, jednak wspierał pracowników i przychylnie odnosił się do działalności polskiej konspiracji. W okresie nadejścia frontu wschodniego Niemcy, wycofując się, wywieźli część wyposażenia, a w nocy 8/9 sierpnia 1944 dokonali zaplanowanego zniszczenia powierzchni fabrycznych i gmachu administracyjnego dyrekcji (pozostawiając w zabudowaniach pociski artyleryjskie, które systematycznie dokonały dewastacji), które wyniosły ok. 80–85% infrastruktury maszyn i urządzeń. Pozostałe mienie fabryki został objęty przez pożar. Wycofujący się Niemcy zabrali z fabryki wszystkie obrabiarki z nowej hali, 1000 m³ drzewa, wszystkie auta ciężarowe i konie, a po wysadzeniu bądź zniszczeniu budynków fabrycznych i administracyjnych oraz torów kolejowych pozostała jedynie nowa hala.

### Sanocka Fabryka Wagonów „Sanowag” (1944–1958)

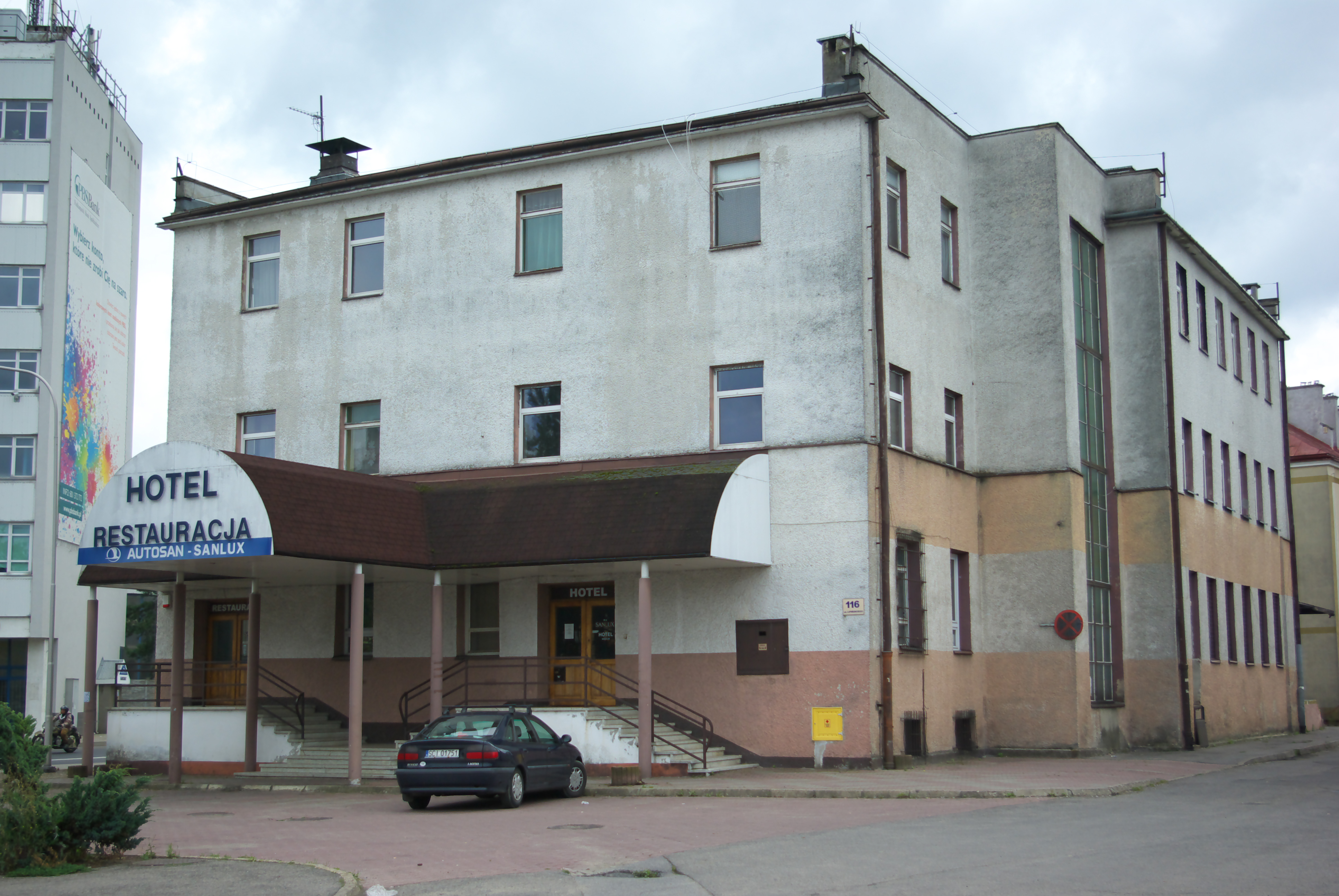
Budynek przy ulicy K. Lipińskiego 116. Była kantyna fabryczna, tymczasowa siedziba szkoły zawodowej, stołówka, a następnie hotel

12 sierpnia 1944, trzy dni po wkroczeniu do Sanoka Armii Czerwonej, grupa przedwojennych działaczy związkowych jako pierwsza w kraju wznowiła działalność Oddziału Związku Metalowców (m.in. Roman Baczyński), a w tym samym miesiącu powołano tymczasowy zarząd fabryki pod kierownictwem Filipa Schneidera (ponadto Jan Witkowski i inż. Jan Dymecki). Przystąpiono do odbudowy zniszczonej infrastruktury fabryki oraz zabezpieczenia jej mienia (powołano np. milicję fabryczną celem dopilnowania infrastruktury). Wśród aktywistów działających na rzecz odbudowy fabryki byli F. Schneider Józef Żołnierczyk, Jan Huczko, Antoni Fichtel, Jan Baranowski, Bronisław Wójtowicz. Zakład przyjął nazwę Zjednoczone Fabryki Maszyn, Kotłów i Wagonów L. Zieleniewski i Fitzner-Gamper SA – Fabryka Sanocka pod Tymczasowym Zarządem Państwowym. We wrześniu powstał Komitet Fabryczny. W październiku w fabryce pracowało 92 osoby, w grudniu 1944 Sanowag zatrudniał 250 pracowników. Początkowo wytwarzano drobne elementy techniczne na potrzeby Armii Czerwonej (klamry, gwoździe-bolce koniecznych do odtwarzania mostów i trakcji kolejowych przez jednostkę saperów). Uruchomiono produkcję prostych narzędzi dla rolnictwa: łopat, pługów, bron, gwoździ, okuć budowlanych, wiader i innych wyrobów metalowych. Wkrótce fabryce zlecono wykonanie wagonów (po nawiązaniu kontakt z PKWN w Lublinie), a 5 pierwszych węglarek wyprodukowano w maju 1945. 5 czerwca 1945 sanocka fabryka została włączona do Zjednoczenia Przemysłu Taboru i Sprzętu Kolejowego Tasko w Poznaniu. Pierwszym dyrektorem naczelnym został Filip Schneider (od 1945 do 1948). Do wiosny 1945 w budynku administracyjnym fabryki przebywało wojsko. W dalszym czasie prowadzono przyczep ciągnikowych i tramwajów (m.in. 15 sztuk dla otwartej w 1948 trasy W-Z w Warszawie).

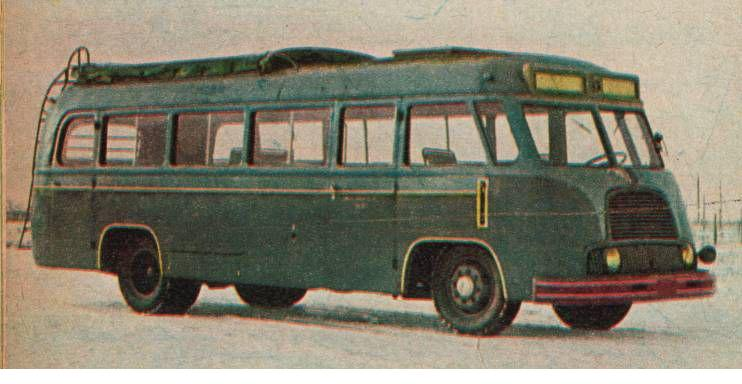
Autobus Star N52 na podwoziu Star 20

5 czerwca 1945 zakład został przejęty przez Zjednoczenie Przemysłu Taboru i Sprzętu Kolejowego w Poznaniu, zaś dotychczasowy tymczasowy zarząd zastąpiony przez jednoosobowe kierownictwo w osobie naczelnego dyrektora Filipa Schneidera. Tym samym zakład został znacjonalizowany. W 1946 kontynuowano odbudowę fabryki po zniszczeniach wojennych Na przełomie 1946/1947 powstawała nowa hala montażowa. 6 listopada 1946 odbyła się uroczystość oddania setnego wagonu z fabryki po wojnie. Od jesieni 1945 w zakładzie remontowano także samochody, głównie wojskowe. Od 1 września 1946 działała przy fabryce trzyletnia Szkoła Przemysłowa oraz Szkoła Przemysłowa Dokształcająca.
27 marca 1947 fabrykę odwiedził generał Karol Świerczewski, który następnego dnia poniósł śmierć pod Jabłonkami. Na 6 listopada 1947 zaplanowano uroczystości wypuszczenia wagonu-węglarki numer 1000 wyprodukowanego w fabryce. Podczas Zjazdu Zjednoczeniowego PPR i PPS 15 grudnia 1948, po którym powstała Polska Zjednoczona Partia Robotnicza, trudna sytuacja powojenna zakładu została przedstawiona przez pochodzącego z Sanoka delegata PPR, Jana Huczko, który otrzymał od ministra finansów Hilarego Minca zapewnienie o przekazaniu wsparcia finansowego na odbudowę zakładu (pierwotnie, wobec skali zniszczeń po 1944 istniała ewentualność, że Resort Gospodarki Narodowej i Finansów w ogóle wykluczy przekazanie środków na odbudowę zakładu). Zarządzeniem Ministra Przemysłu i Handlu z 15 września 1948 zostało utworzone przedsiębiorstwo państwowe pod nazwą „Sanocka Fabryka Wagonów” z siedzibą w Sanoku. Jako pełna nazwa przyjęła się „Sanocka Fabryka Wagonów „Sanowag” – Przedsiębiorstwo Państwowe Wyodrębnione”. W tymże roku zakład zatrudniał już 1565 pracowników. W 1950 zakład trafił w ramy Zjednoczenia Przemysłu Motoryzacyjnego w Warszawie i w tym roku rozpoczęto produkcję sprzętu motoryzacyjnego. Pierwszy powojenny pojazd skonstruował w głównej mierze Tadeusz Mielecki, wykorzystując silnik Forda. Początkowo produkowane w fabryce pojazdy były to nadwozia osobowe i samochodów pożarniczych na podwoziach włoskiego Fiata i angielskiego Bedforda. Wytwarzano również przyczepy skrzyniowe o ładowności 3000 kg. W tym samym roku Centralny Zarząd Przemysłu Motoryzacyjnego zadecydował o podjęciu w fabryce montażu autobusu międzymiastowego Fiat 666RN o długości 10 metrów. Ogółem w 1950 zmontowano 71 sztuk tych autobusów na włoskich podwoziach i z użyciem części importowanych podzespołów. Rozwojowi montażu przeszkodziło nasilenie zimnej wojny. Pierwszy prototyp własnego autobusu międzymiastowego powstał w 1951 według projektu Biura Konstrukcyjnego Przemysłu Motoryzacyjnego, na wydłużonym podwoziu A50 samochodu ciężarowego Star 20, z silnikiem S42. Nazwano go Star N50. W 1951 powstał zmodyfikowany prototyp Star N51. Po modernizacji nadano mu nazwę Star N52 i w 1952 rozpoczęto produkcję (pierwsza partia informacyjna 20 szt.), która trwała do 1958. W latach 1951–1959 bramy Sanockiej Fabryki Wagonów opuściło łącznie 2507 międzymiastowych autobusów Star. Równocześnie z produkcją autobusów, na początku lat 50. w pobliskim Zasławiu uruchomiono produkcję przyczep rolniczych i samochodowych.
W 1954 r. dyrektor Sanockiej Fabryki Wagonów Stanisław Gajda zdecydował o wydawaniu przez zakład dwutygodnika Głos Sanowagu, którego pierwszy numer ukazał się 1 października 1954.

### Sanocka Fabryka Autobusów „Autosan” (1958–1991)

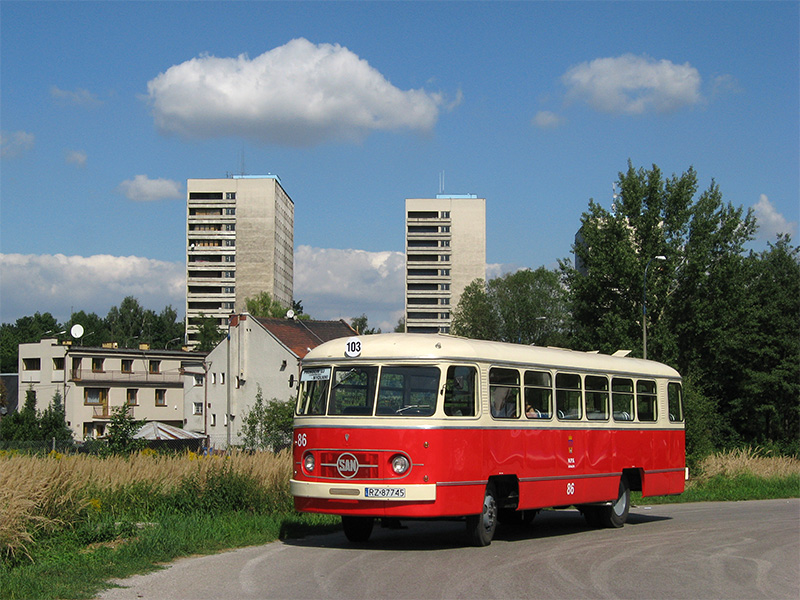
San H01B

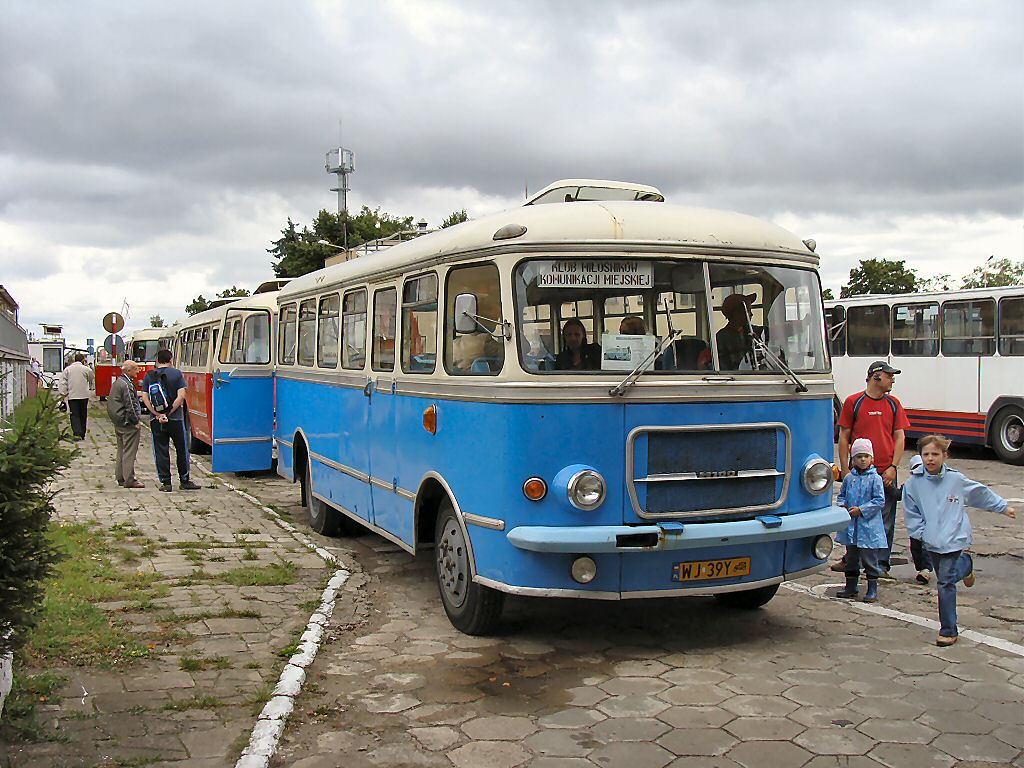
San H100A

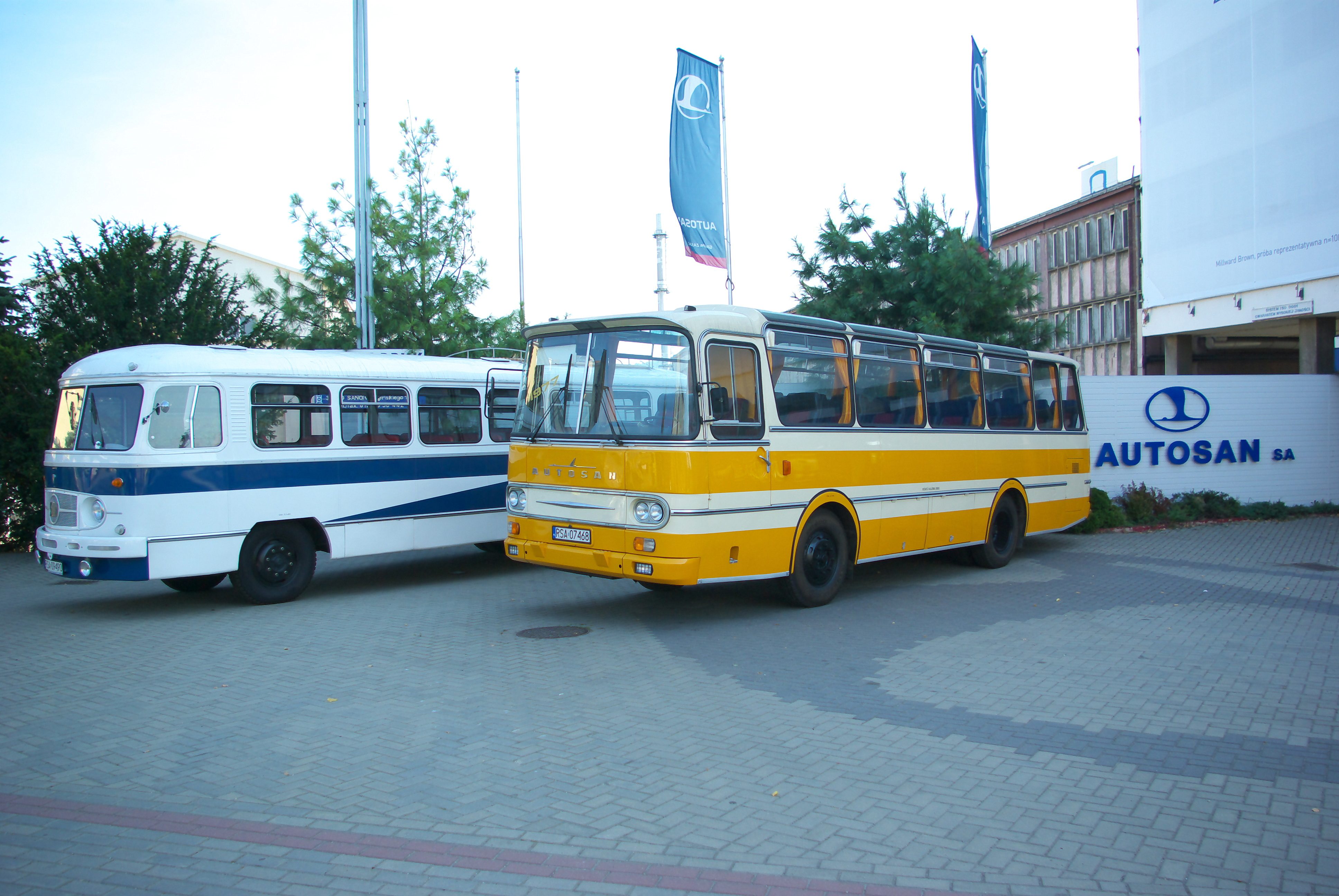
Modele autobusów San H01B (rocznik 1959) i Autosan H9-15 (rocznik 1977) wystawione przed siedzibą fabryki Autosan latem 2013

Z dniem 1 stycznia 1958 oficjalnie funkcjonowała nowa nazwa zakładu: Sanocka Fabryka Autobusów „Autosan”, który wyparła poprzednio używane określenia Wagonówka i Sanowag. Po zakończeniu produkcji Starów N52 uruchomiono produkcję autobusów pod marką San H01 Jednocześnie przedsiębiorstwo otrzymało nową nazwę Sanocka Fabryka Autobusów (Autosan). Początkowo autobusy były napędzane silnikami benzynowymi. Dopiero w 1962 model San H27 otrzymał silnik wysokoprężny z FSC Star. W 1961 rozpoczęto produkcję modelu San H25. W 1966 uruchomiono produkcję modelu San H100 z nadwoziem o konstrukcji ramowej. Było to spowodowane niemożnością dopracowania konstrukcji samonośnej i wielkim krokiem wstecz. Zwiększało to masę autobusów i zużycie paliwa oraz uniemożliwiało obniżenie podłogi.
Po ukończeniu w 1955 r. studiów artystycznych Zdzisław Beksiński, potomek założyciela fabryki, przez kilka lat pracował w studiu projektowym fabryki jako stylista, choć wówczas określano ten etat jako plastyk. Brał udział w projektowaniu kilku nowatorskich prototypów autobusów (zajmował się projektowaniem nadwozi i sposobem lakierowania). Był też autorem znaku fabrycznego Autosanu przedstawiającego sylwetkę bociana. Jest to druga koincydencja z autobusami Chausson: one też miały znak fabryczny ze skrzydłami bociana. Bocianie gniazdo założone przez te ptaki na dachu siedziby wzgl. budynku SFA było odnotowywane jako ciekawostka w porze wiosennej w latach 60.
W sanockim zakładzie w 1960 r. podjęto produkcję samochodów marki Nysa z przeznaczeniem dla zagranicznych odbiorców (zaplanowano wówczas wykonanie 300 sztuk tej marki). Pierwsza partia mikrobusów o nazwie „Nysa-San” (nadwozie przygotował zakład Nysy, a toaletę wykończeniową sanoccy specjaliści), przystosowanych do warunków tropikalnych, trafiła do Ghany, Gwinei i Turcji. W latach 1961–1967 w SFA były lakierowane i ostatecznie montowane eksportowe wersje samochodu dostawczego Nysa N58/N61M/N61S. Powstało ich łącznie 2900 sztuk. Pod koniec stycznia 1961 wyprodukowano 75 tys. przyczep, z czego 10 tys. stanowiły popularne przyczepy-wywrotki. Do 1962 fabryka wyprodukowała 10 tys. autobusów i 90 tys. przyczep w okresie powojennym. W 1962 zakład obchodził 130-lecie istnienia, a z tego okazji na 17 września 1962 zaplanowano Dzień 130-lecia Autosanu podczas trwających wówczas obchodów 800-lecia miasta Sanoka.
Na przełomie 1964/1965 r. był już największym producentem autobusów w kraju, w tym czasie rozwijano produkcję mikrobusów „Alfa” oraz powiększano oddział produkcji przyczep w Zasławiu. W kwietniu 1969 wszystkie wyroby SFA zostały zaliczone do grupy „A”. W grudniu 1974 została wyprodukowana tam 400-tysięczna przyczepa.
Po Sanoku 09 w Sanockiej Fabryce Autobusów przyszła kolej na produkcję od końca 1973 r. zmodernizowanego autobusu – Autosan H9. Jego prototyp powstał w 1969 i był to pierwszy model tej marki. Kolejne odmiany Autosana H9 stopniowo zastępowały autobusy marki San. Montowano w nich silniki produkcji WSW Andoria z Andrychowa, bądź opcjonalnie z FSC Star ze Starachowic lub WSK PZL-Mielec.
Decyzją władz zwierzchnich w 1975 utworzono zakłady zamiejscowe Autosanu w Barwicach, Boguchwale i Leżajsku, a w 1976 analogiczny w Rzeszowie. Tzw. satelity zamiejscowe w Rzeszowie i Gorlicach zostały odłączone od Autosanu w październiku 1981. W wyniku uzgodnień międzynarodowych z 1984 została wznowiona współpraca z Lwowską Fabryką Autobusów.
W latach 1967–1982 dyrektorem naczelnym fabryki był Leszek Kawczyński i w tym okresie Autosan przeżywał lata największej prosperity. 17 kwietnia 1968 premier Józef Cyrankiewicz przyjął w Warszawie delegację SFA. Na przełomie lat 60. i 70. autorem kroniki zakładu był przewodniczący Rady Robotniczej, Stanisław Janczura. 14 marca 1974 ukazał się pierwszy numer dwutygodnika „Gazeta Sanocka – Autosan”, pisma samorządu robotniczego SFA (później wydawanego co 10 dni). Redaktorem naczelnym pisma w całym okresie działalności był Wiesław Koszela. W 1976 została wydana publikacja pt. 50 lat Zakładowego Domu Kultury, 30 lat Orkiestry Dętej, 30 lat Klubu Sportowego „Stal” Sanockiej Fabryki Autobusów „Autosan”.
W lipcu 1976 wyprodukowano 50-tysięczny samochód podróżny (autobus), w 1978–60-tysięczny. Autobusy fabryki w liczbie 10 zostały przekazane do wykorzystania podczas turnieju mistrzostw świata w hokeju na lodzie edycji 1976, ponadto w tym roku realizowano pierwsze w Polsce autobusy-laboratoria dla Wytwórni Filmów Fabularnych we Wrocławiu w liczbie dwóch modeli.
Według stanu z 1974 roku 1518 pracowników Autosanu było członkami PZPR. 5 maja 1978 w fabryce złożył wizytę I sekretarz KC PZPR Edward Gierek, a 1 sierpnia 1978 premier PRL Piotr Jaroszewicz. Pod koniec lat 70. Autosan zatrudniał 7200 pracowników. Były to dwa największe przedsiębiorstwa Sanoka. W zakładzie działała biblioteka, mająca 15 punktów w poszczególnych wydziałach fabryki.

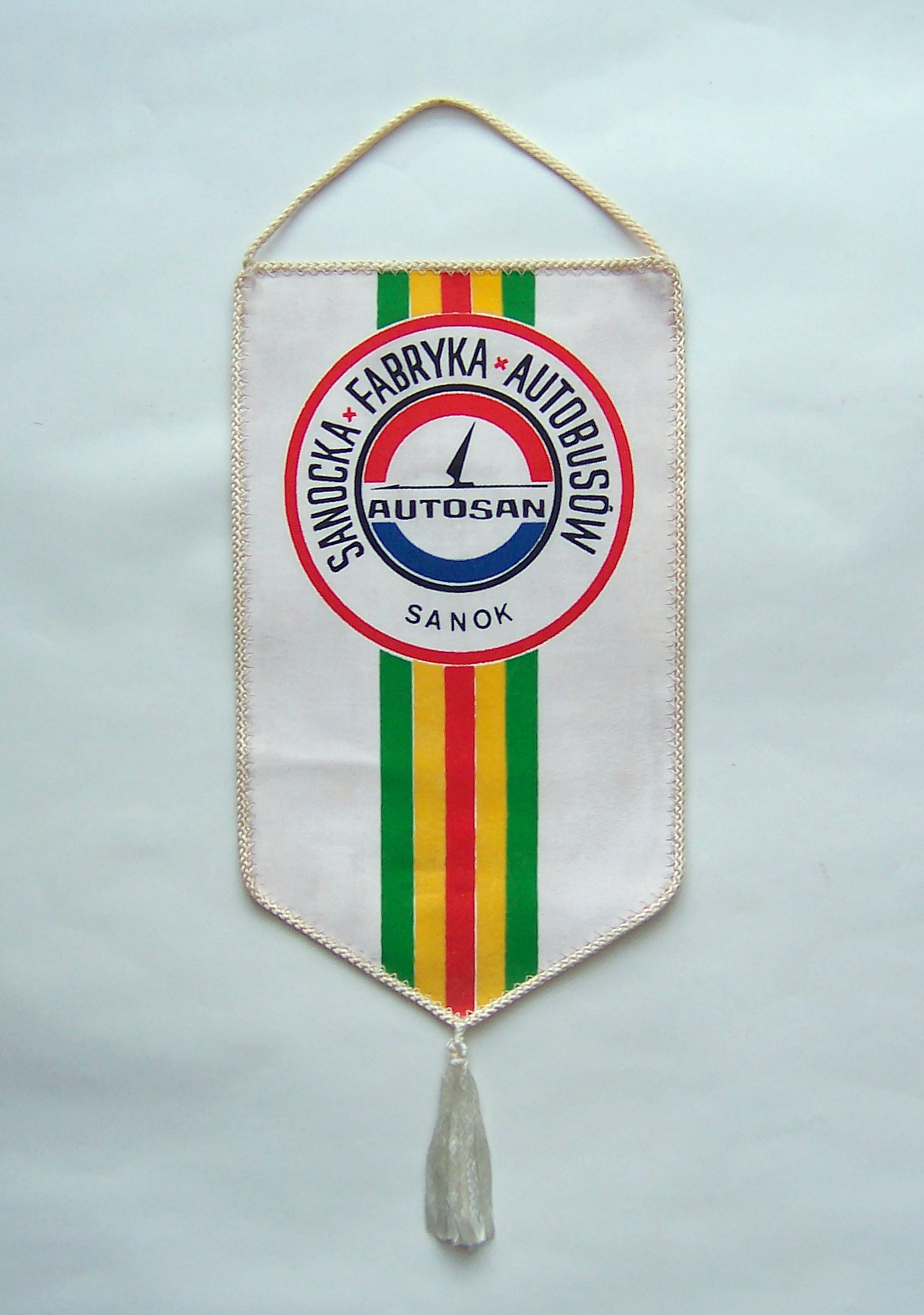
Proporczyk SFA Autosan

15 sierpnia 1980 na wydziale montażowo-wykończeniowym odbył się strajk o charakterze ekonomicznym, po którym dyrekcja fabryki uznała roszczenia pracowników. 29 września 1980 w SFA 13 jej pracowników stworzyło Komitet Założycielski Niezależnych Związków Zawodowych, który dał początek zakładowej „Solidarności”. 18 października 1980 powstał Międzyzakładowy Komitet Założycielski NSZZ „Solidarność”, a w grudniu 1980 wybrano Prezydium Zakładowej Komisji NSZZ „Solidarność”. Pod koniec 1980 ta organizacja w SFA liczyła 5600 członków, podzielona na 160 sekcji związkowych i 45 wydziałowych komisji
W miejsce MKZ 15 marca 1981 została powołana Międzyzakładowa Komisja Koordynacyjna NSZZ „Solidarność” w Sanoku (przewodniczącym został dotychczasowy szef MKZ Piotr Kaczmarczyk, w jej prezydium zasiedli m.in. Eugeniusz Czerepaniak, Antoni Nakonieczny, Franciszek Oberc, Władysław Szulc). W czerwcu 1981, z inicjatywy Komisji Zakładowej NSZZ „Solidarność”, załoga fabryki przekazała jeden model autobusu Autosan H9/20 na rzecz Krajowej Komisji Porozumiewawczej NSZZ „Solidarność”. Po wprowadzeniu stanu wojennego 13 grudnia 1981, dzień później załogi pracownicze fabryki podjęły strajku; następnie władze dokonały internowań, aresztowań i zwolnień z pracy (podobnie było w sanockiej fabryce Stomil). Decyzją Wojskowej Rady Ocalenia Narodowego jako pełnomocnicy Komitetu Obrony Kraju funkcję komisarza wojskowego w SFA pełnili: płk dr Tadeusz Konecki, płk dr Stanisław Gać (od 27 kwietnia 1982), Maciej Borkowski (do 25 maja 1983), mjr dr Wiesław Wróblewski (od 25 maja do 11 sierpnia 1983).

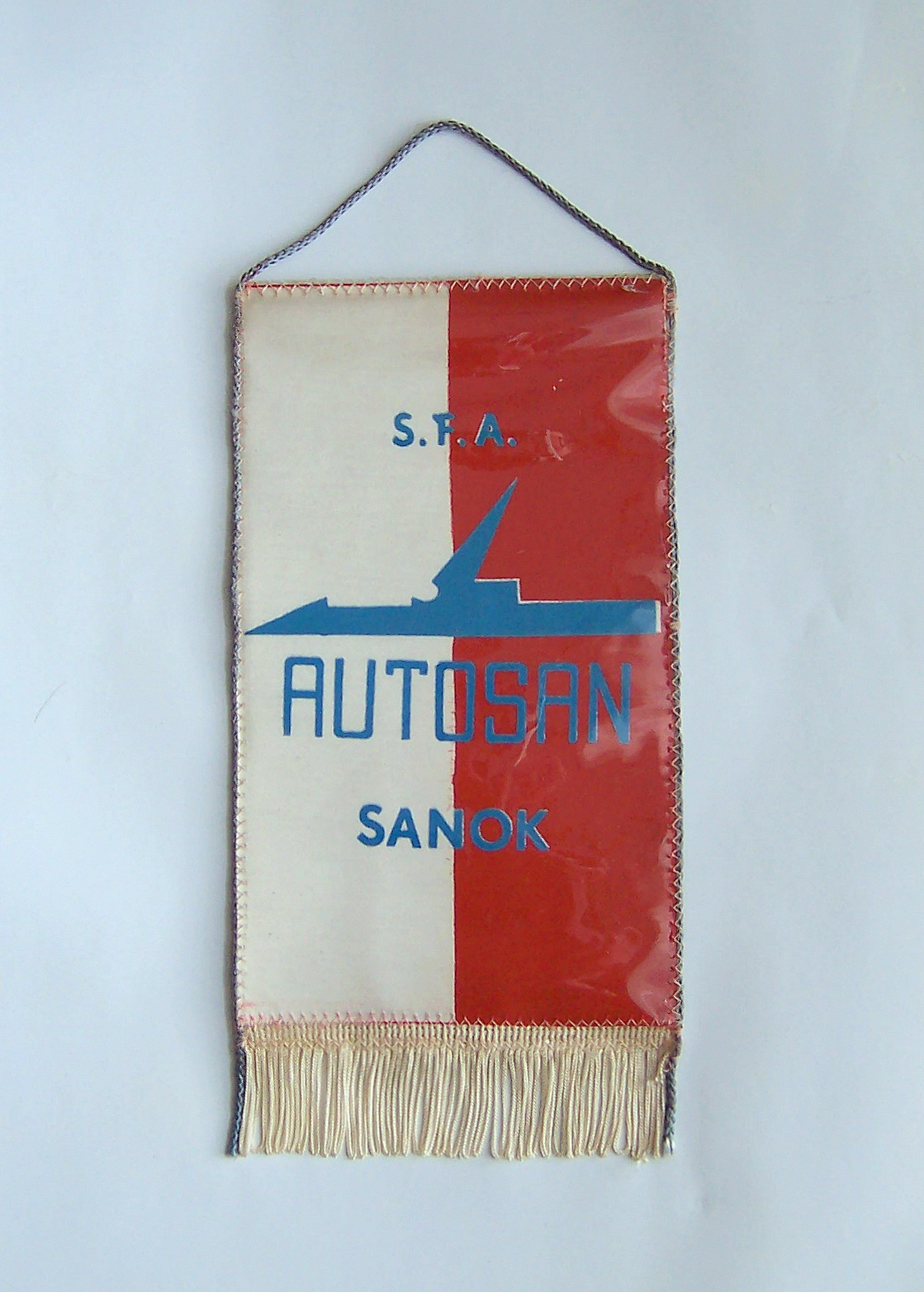
Logo SFA Autosan na proporczyku ZKS Stal Sanok

W związku z planem obchodów 150-lecia istnienia fabryki w 1980 zainicjowano stworzenie Izby Tradycji w zakładzie. W ramach rozpoczętych z inicjatywy Stanisława Dydka 28 maja 1982 obchodów 150-lecia powstania fabryki odbyły się okolicznościowe uroczystości, w ramach których odbyła się uroczysta akademia w Sanockim Domu Kultury, wydano publikację pt. Autosan. Praca zbiorowa pod redakcją Adama Orłowskiego, wybito pamiątkowe medale (jeden według projektu Edwarda i Piotra Gorolów, drugi według projektu Zbigniewa Osenkowskiego), wykonała Mennica Polska, w kwietniu wydano w liczbie 200 tys. egz. okolicznościową kartkę pocztową według projektu W. Surowieckiego, mecz reprezentacji piłki siatkowej kobiet Polska–Korea Północna (7 sierpnia 1982 w hali ZSZ SFA), szereg imprez towarzyszących. W Zakładowym Domu Kultury (wcześniej Dom Robotniczy) została ustanowiona tablica upamiętniająca 150. rocznicę powstanie fabryki i jednocześnie rocznicę zainicjowania w niej ruchu robotniczego i związkowego. Przedstawia podobizny trzech robotników i zarys zabudowań fabrycznych w tle oraz inskrypcję o treści: „W 100-lecie polskiego ruchu robotniczego i w 80-lecie tworzenia zorganizowanych form ruchu związkowego w Sanockiej Fabryce Autobusów. Załoga w 150-lecie sanockiej fabryki. Grudzień 1982” (projektantem tablicy był Władysław Kandefer, później została przeniesiona do budynku biurowego obecnego przedsiębiorstwa przy ulicy Okrzei). W dniach 6–7 października 1982 odbyła się sesja naukowa, podczas której zaprezentowano nowy model Autosan H10.
W 1981 r. powstał pierwszy prototyp autobusu nowej rodziny Autosan H10, która weszła do produkcji w 1984. W założeniach nowa rodzina miała docelowo zastąpić starszą rodzinę Autosan H9. Jednak trudności we wdrażaniu jej produkcji oraz wyższa cena spowodowały, iż obie rodziny produkowano równolegle. W okresie PRL modele autobusów trafiały na eksport, także do krajów na innych kontynentach: Angola, Egipt (pod marką Micar), Libia, Bułgaria, Grecja, Wietnam, Laos, Cypr.
27 marca 1987 fabrykę Autosan odwiedził gen. armii Florian Siwicki, 29 czerwca 1987 gen. broni Włodzimierz Oliwa, a 5 sierpnia 1987 w fabryce złożył wizytę przewodniczący Rady Państwa PRL Wojciech Jaruzelski.
Sanocka Fabryka Autobusów składała się z trzech podstawowych oddziałów zwanych zakładami: Zakładu Autobusów i Furgonów w Sanoku, Zakładu Budowy Przyczep i Naczep w Zasławiu oraz Zakładu Budowy Przyczep Rolniczych w Barwicach. Oddział w Zasławiu był największym producentem przyczep w kraju oraz współpracował z włoską Piacenzą.
Autosan w latach 1950–1990 zapewniał dla potrzeb kraju duże liczby tanich autobusów. W szczytowym okresie pod koniec lat 70. produkcja autobusów przekraczała 4000 szt. rocznie (4220 szt. w 1978). Produkowano również blisko 2 tys. rocznie samochodów-furgonów i blisko 40 tysięcy przyczep rocznie. Zatrudnienie sięgało około 7 tys. osób. W 1990 r. zatrudnienie wyniosło 4912 pracowników. W styczniu 1990 minister przemysłu Tadeusz Syryjczyk ogłosił konkurs na stanowisko dyrektora SFA Autosan. 20 stycznia 1990 ukazał się ostatni numer pisma „Gazeta Sanocka – Autosan”. 2 kwietnia 1990 całkowicie została zatrzymana produkcja w SFA, a 600 otrzymało wypowiedzenia umów pracy.
W okresie PRL siedzibę dyrekcji stanowił budynek pod adresem ul. Kazimierza Lipińskiego 105 (u zbiegu z ulicą Mateusza Beksińskiego). Później dyrekcja została ulokowana w biurowcu nieopodal, pod adresem ul. Kazimierza Lipińskiego 109, wybudowanego pod koniec lat 80.

### Autosan S.A. (1991–2013)

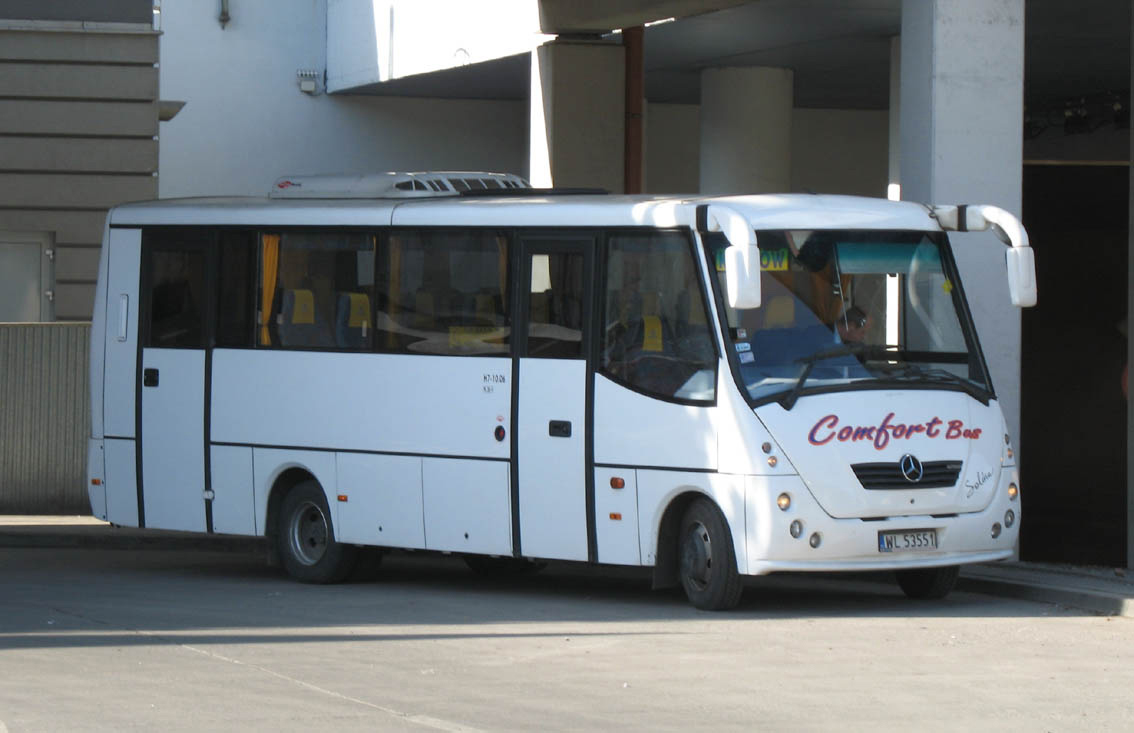
Autosan H7-10.06 MB „Solina” w Krakowie

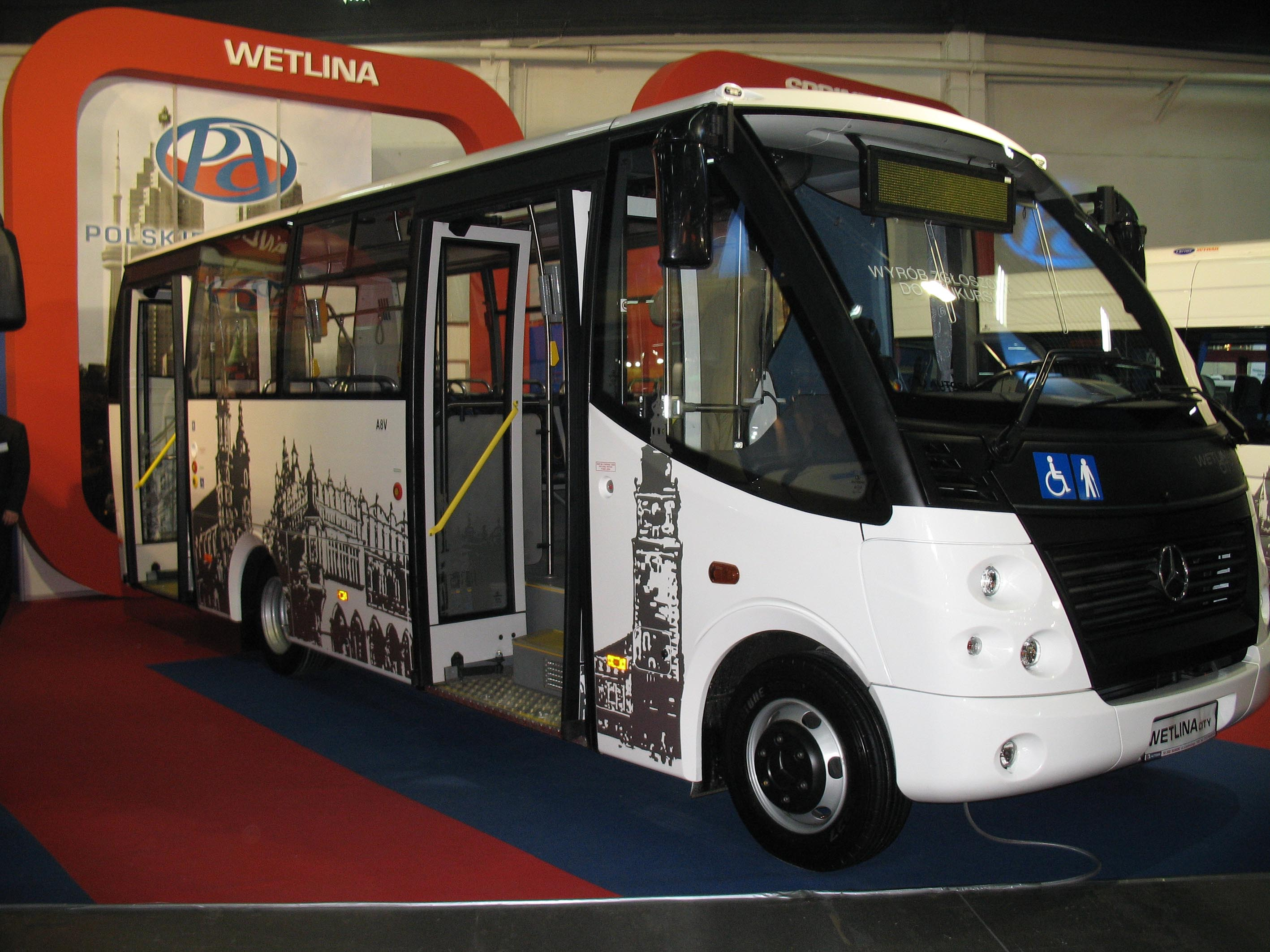
Autosan A8V „Wetlina City” na targach Transexpo 2008 w Kielcach

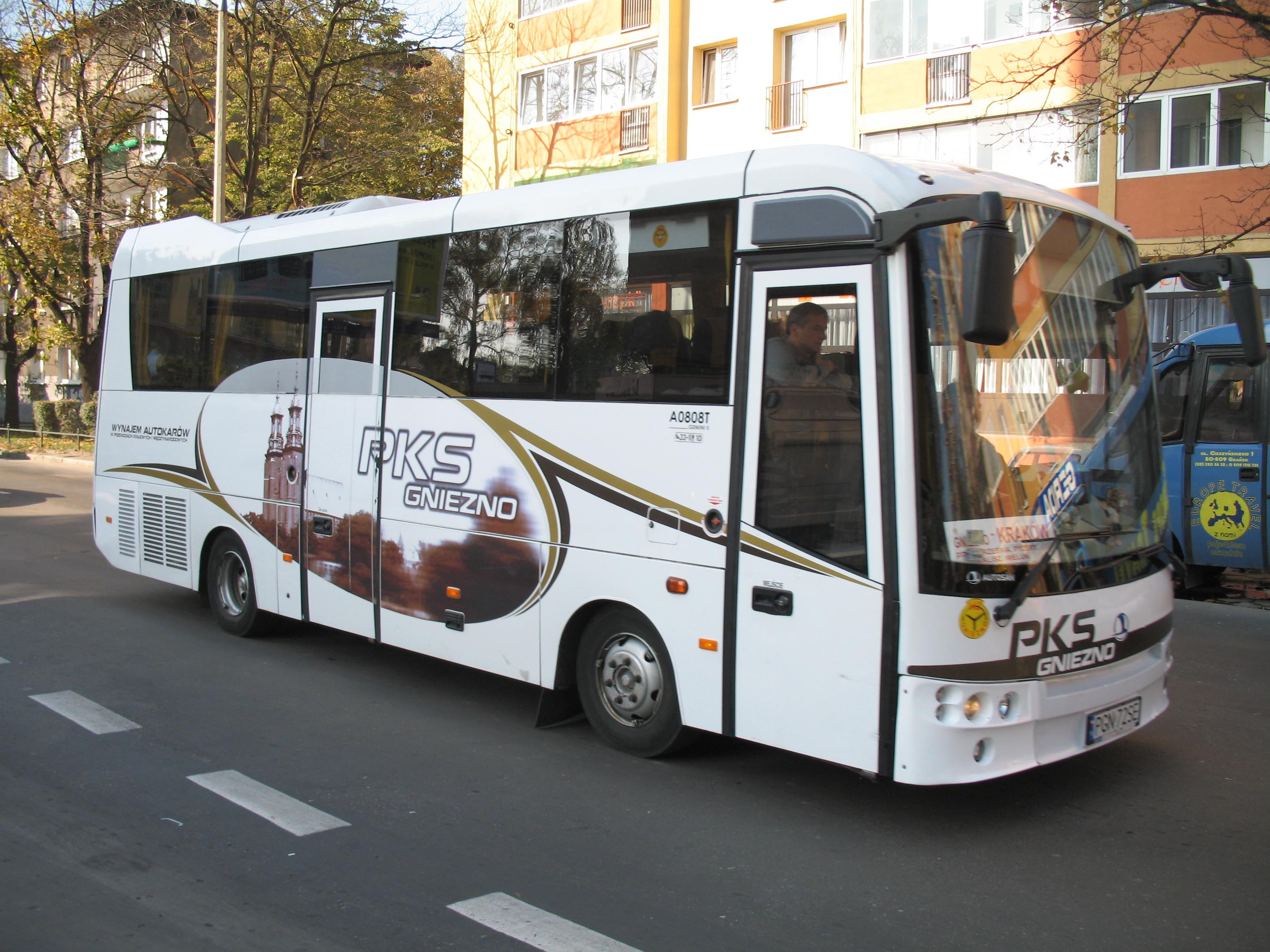
Autosan A0808T Gemini z 2004

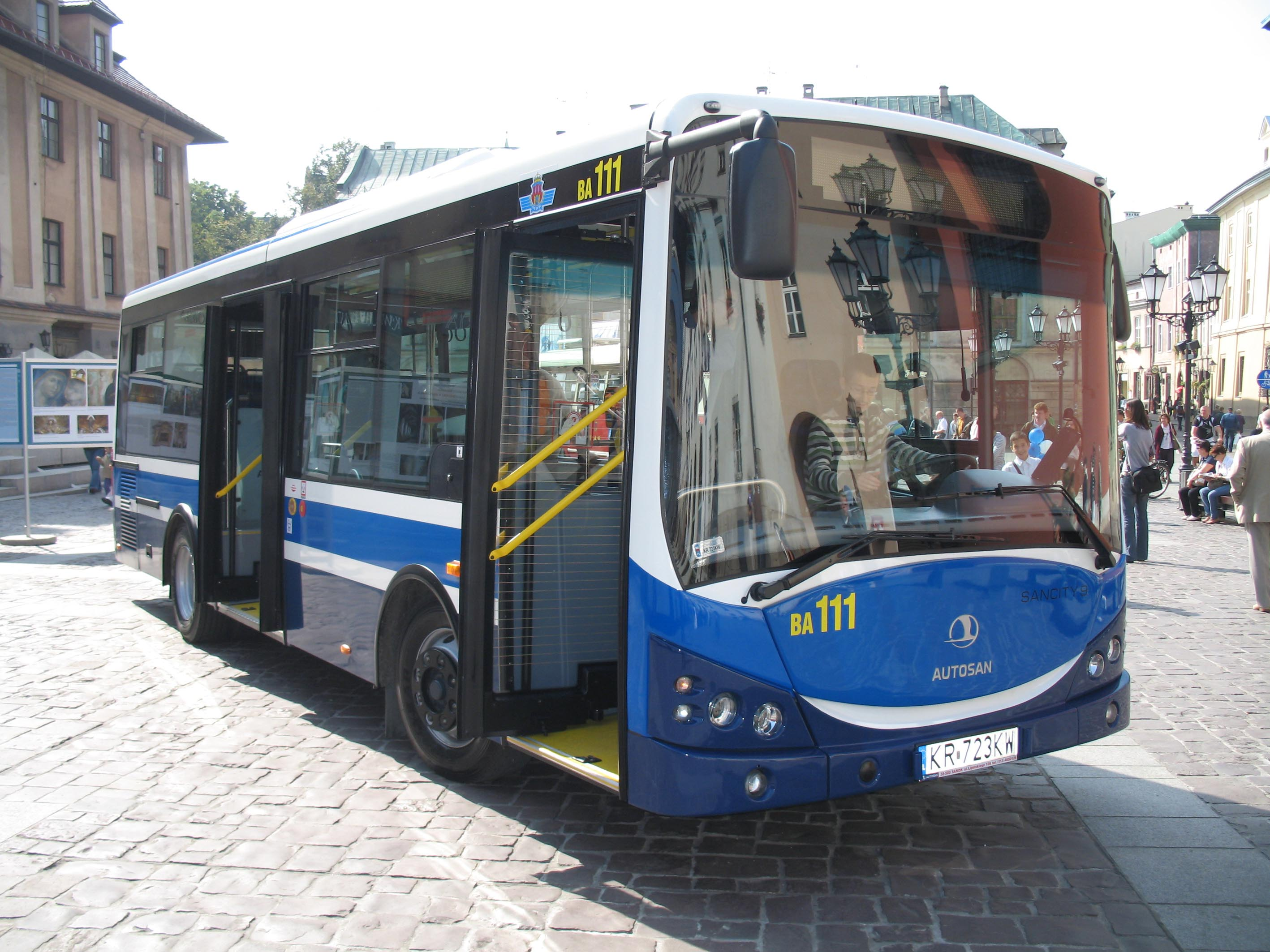
Autosan M09LE Sancity z MPK Kraków

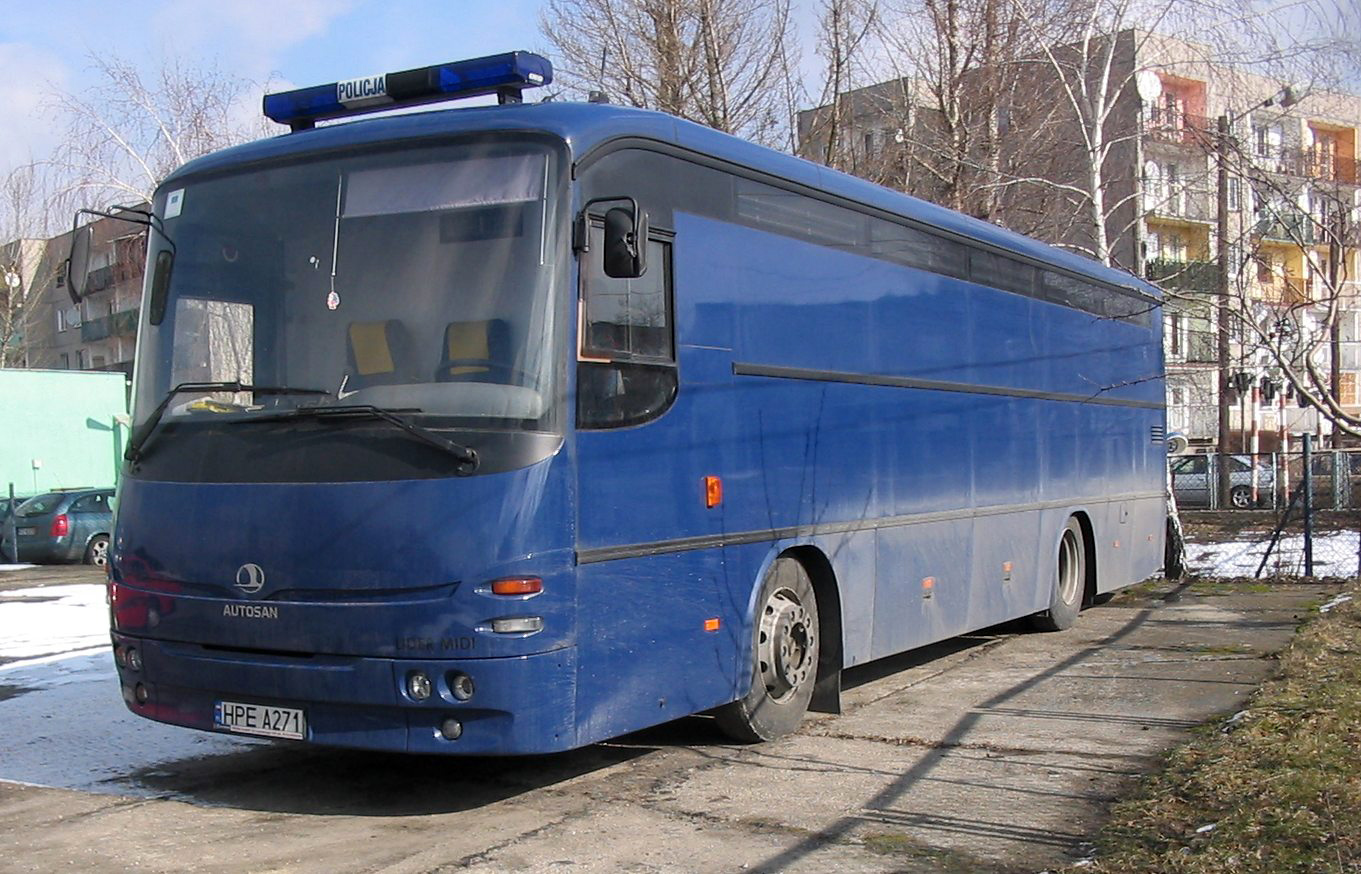
Autosan A1010T DW dla policji na bazie modelu A1010T „Lider”

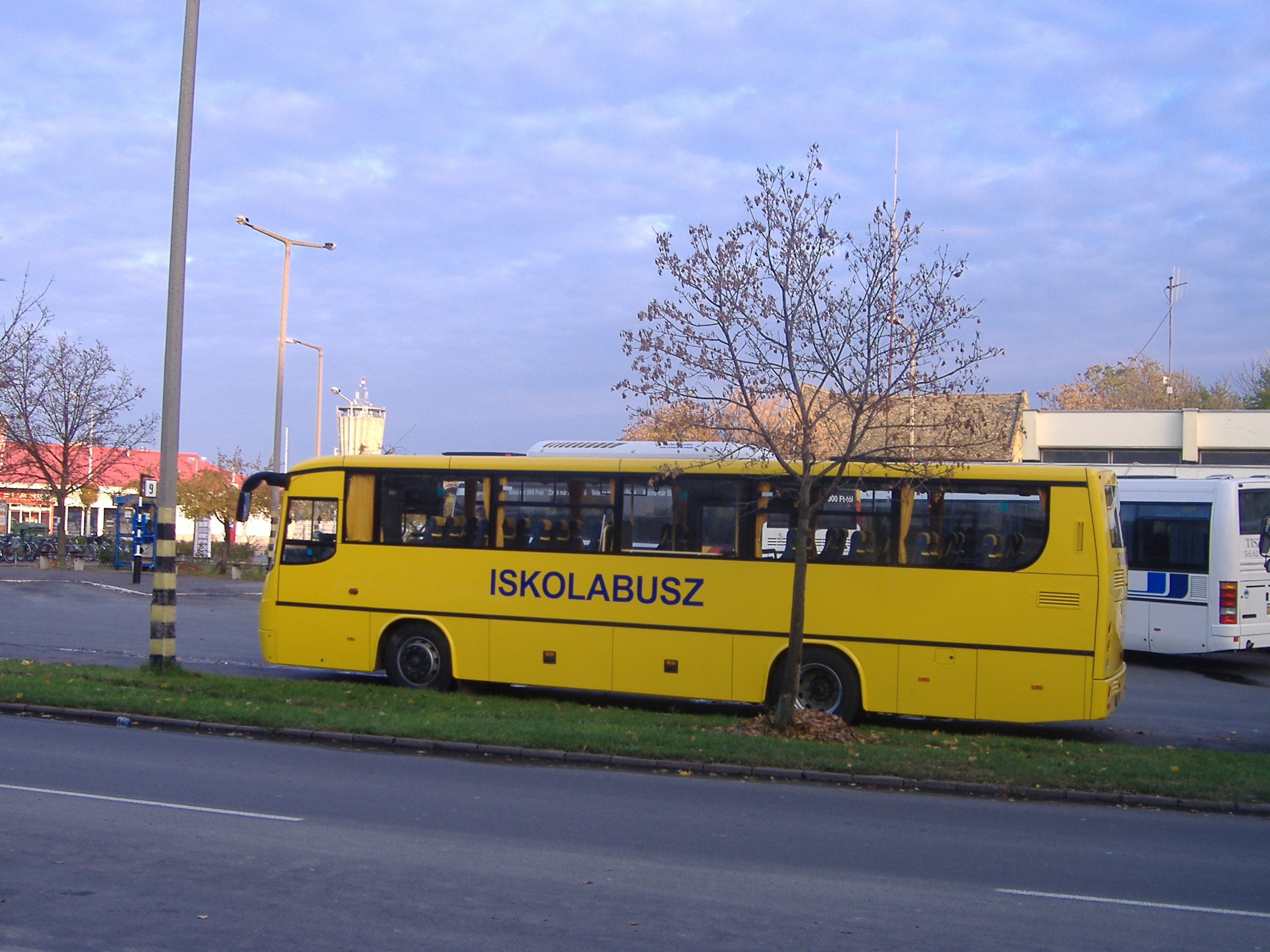
Autosan A1010T Lider 3 jako autobus szkolny w Makó, Węgry

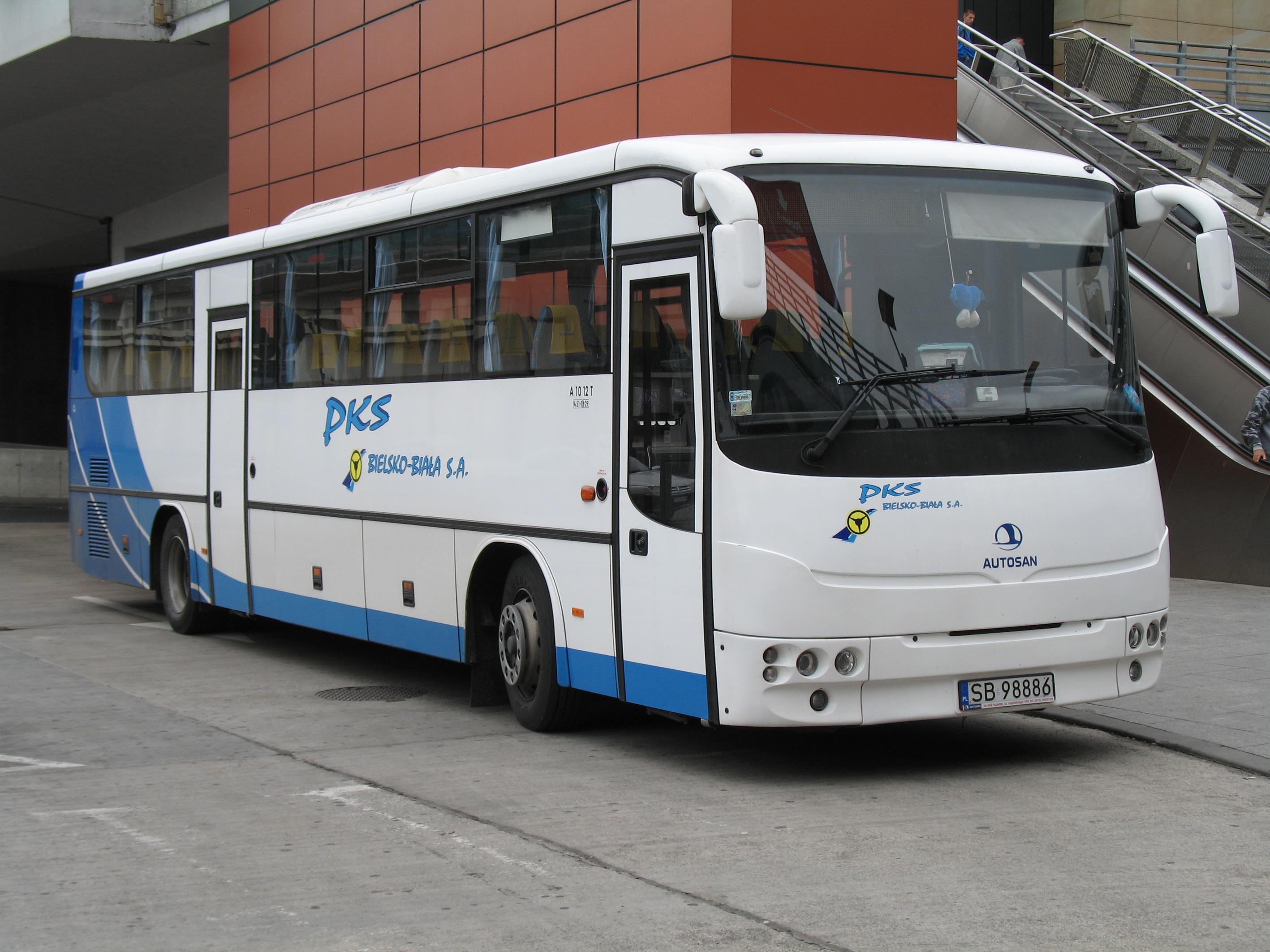
Autosan A1012T Lider w Krakowie

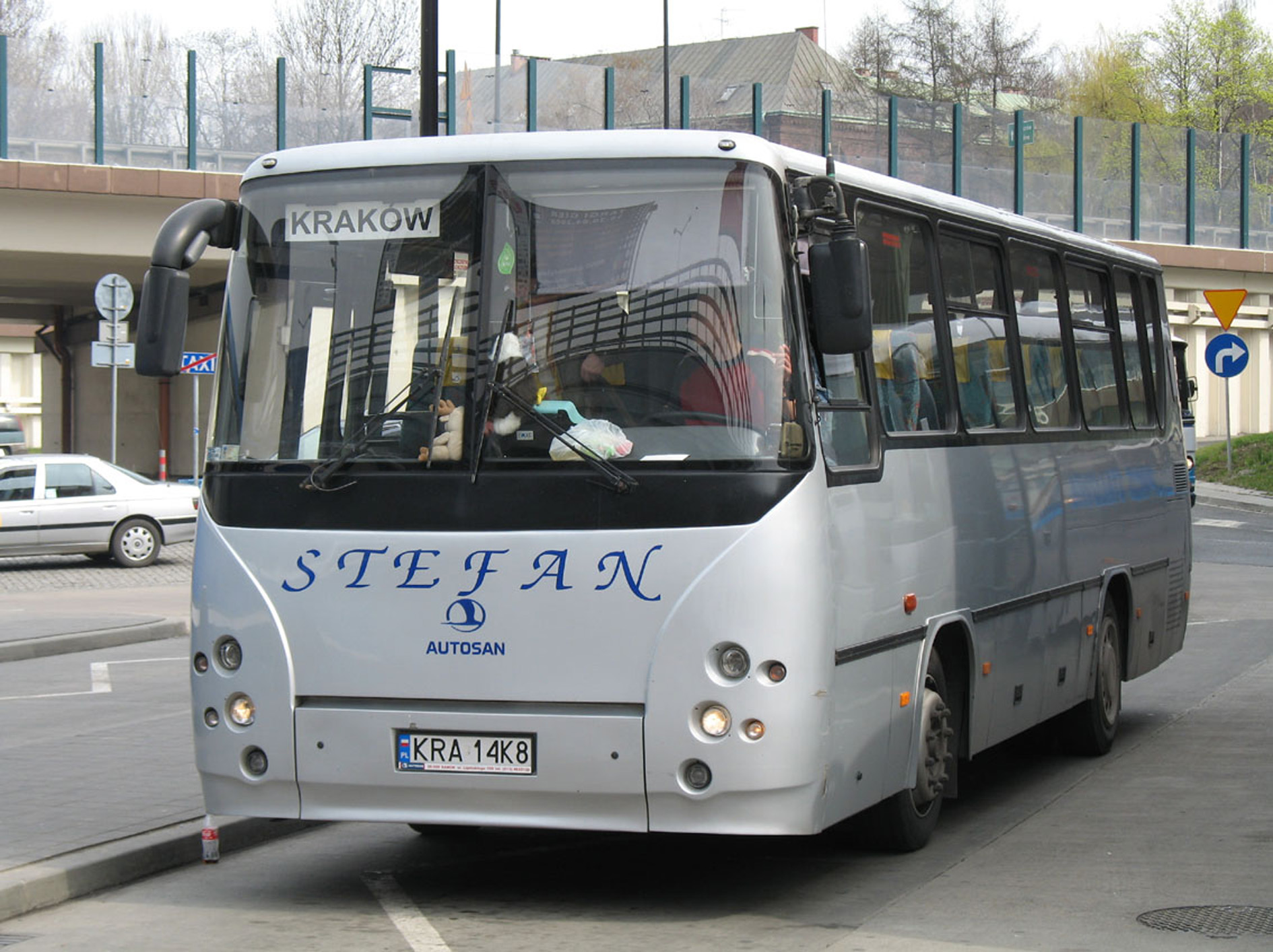
Autosan A0909L Tramp II w Krakowie

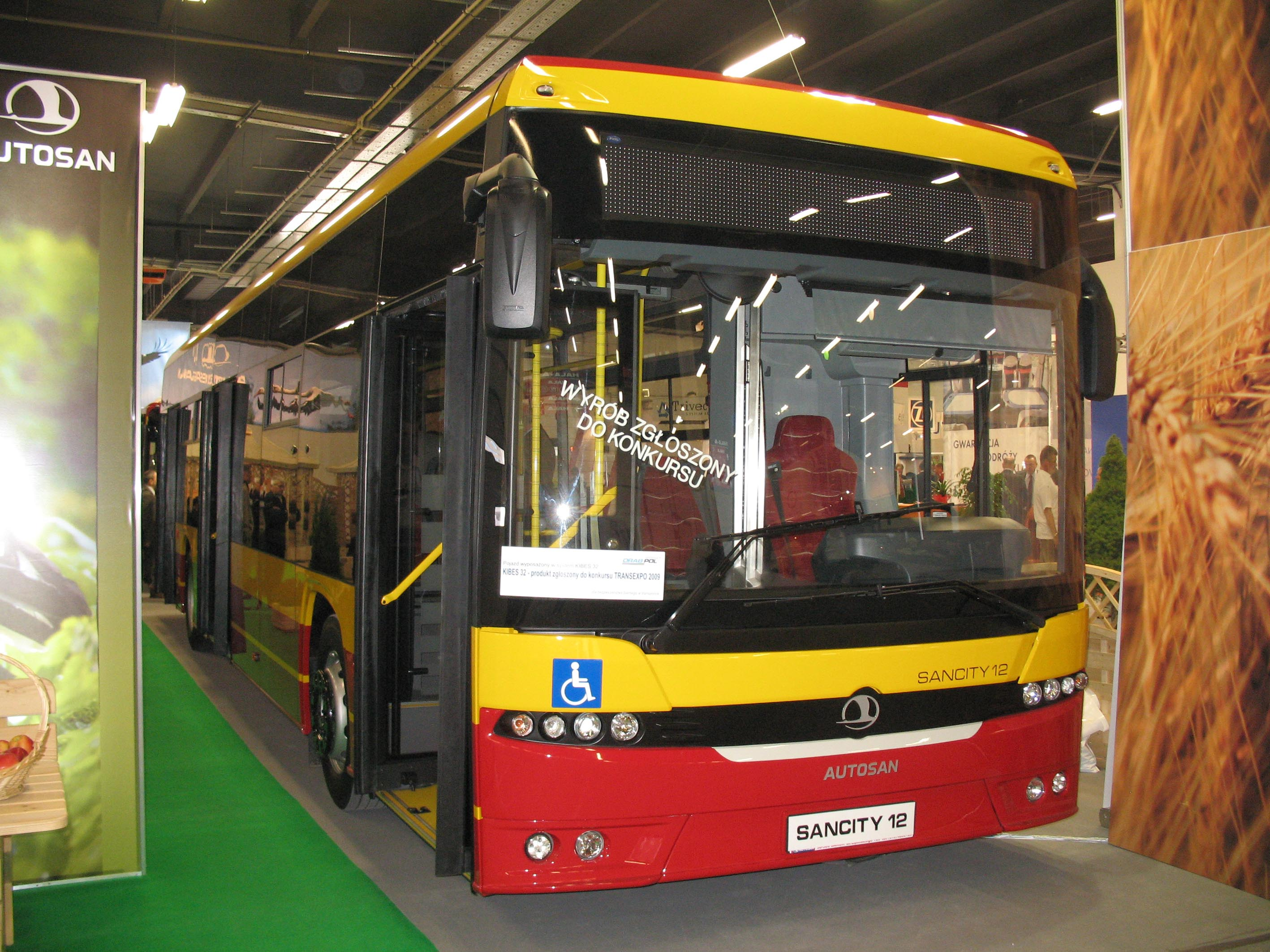
Autosan M12LE Sancity na Transexpo 2009

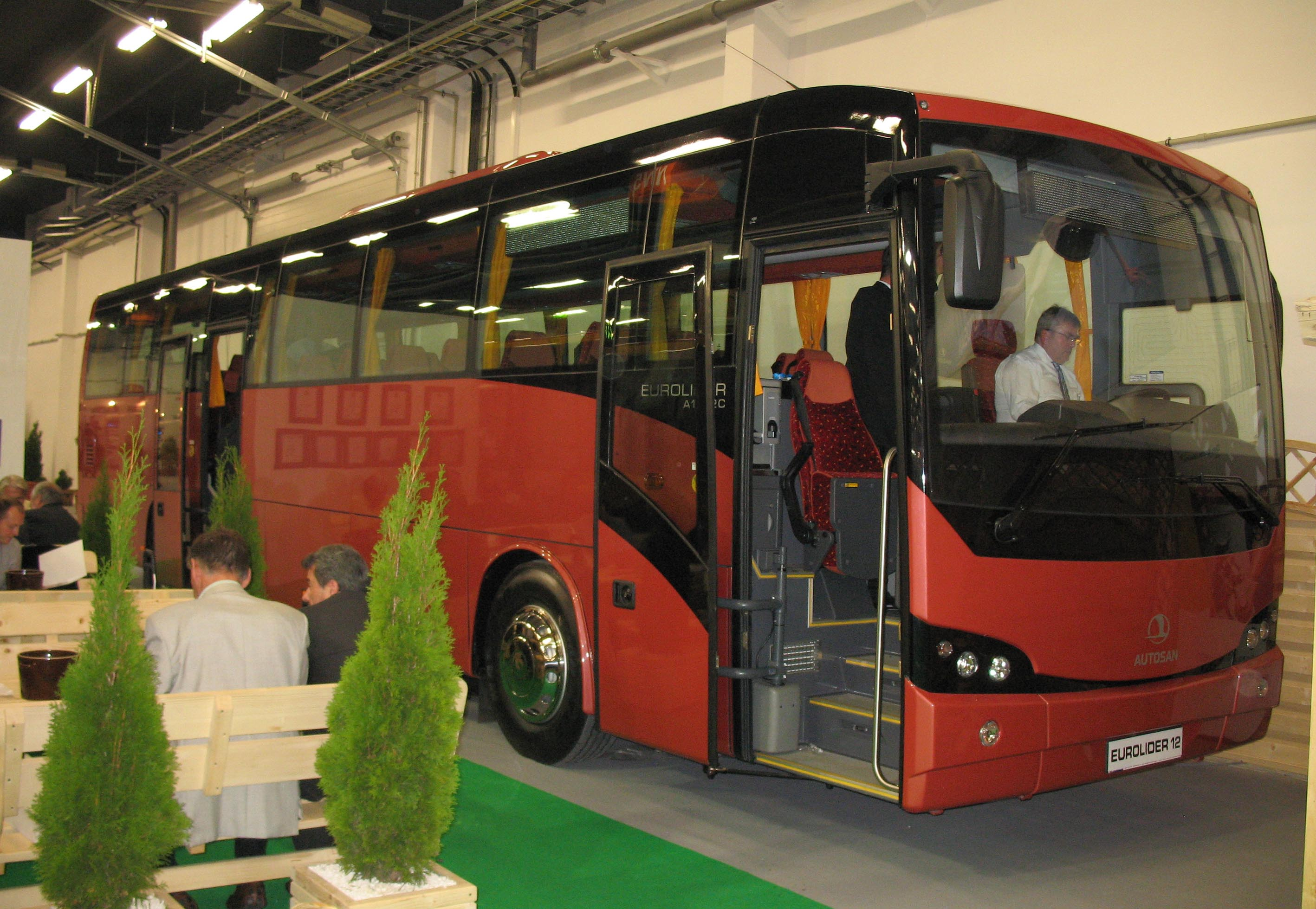
Autosan A1212C Eurolider na Transexpo 2009

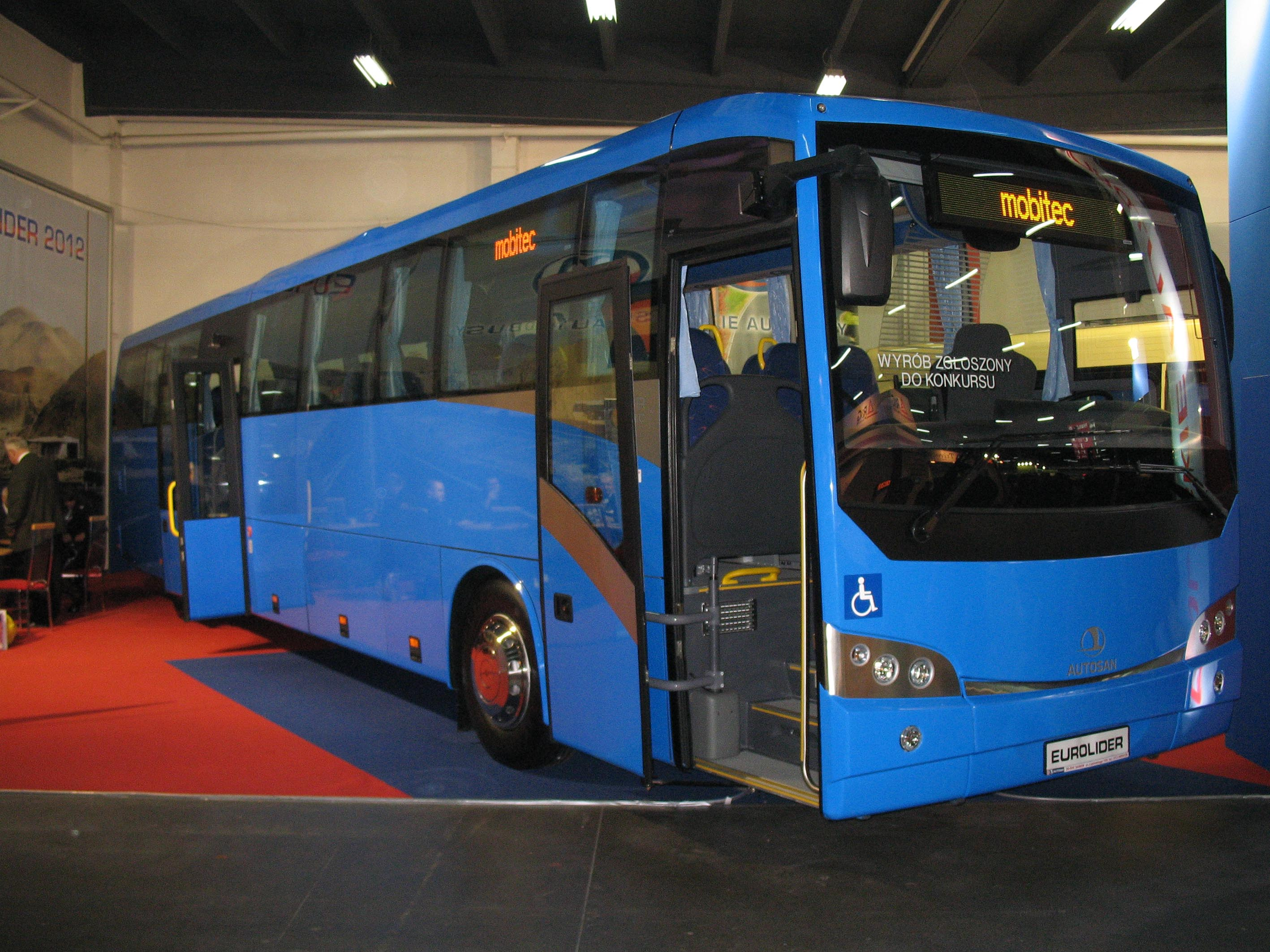
Autosan A1213C Eurolider na Transexpo 2008

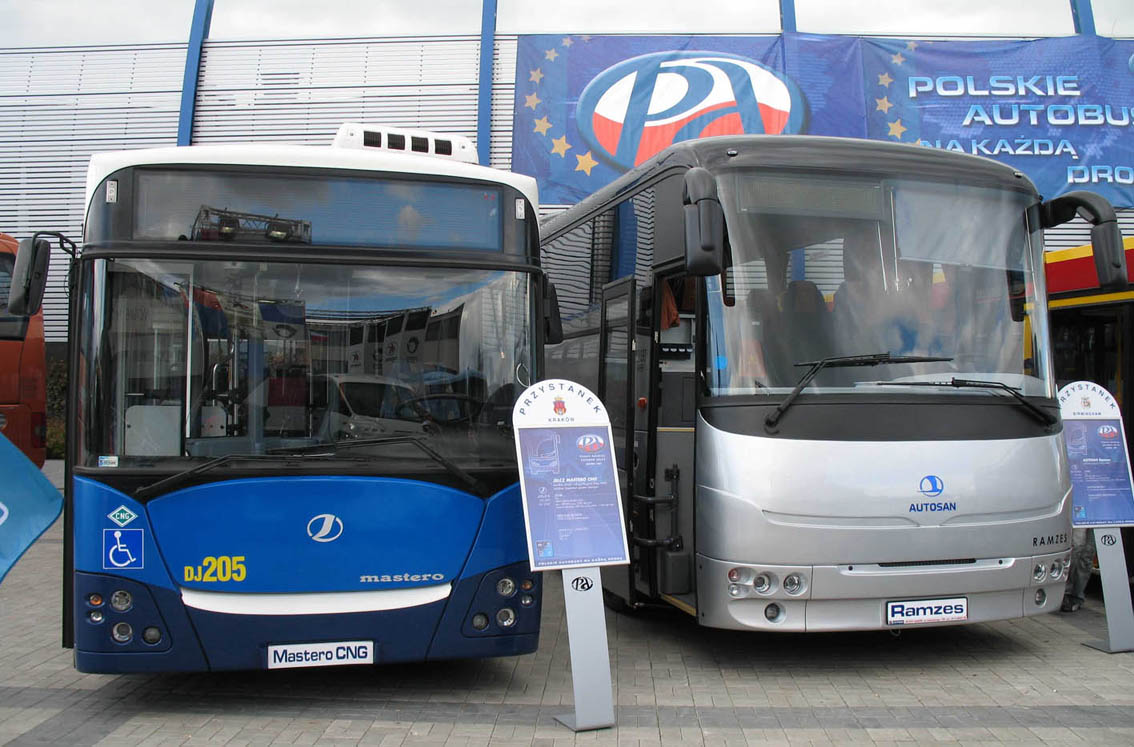
Autosan A1112T Ramzes (z prawej) na Transexpo 2007 w Kielcach

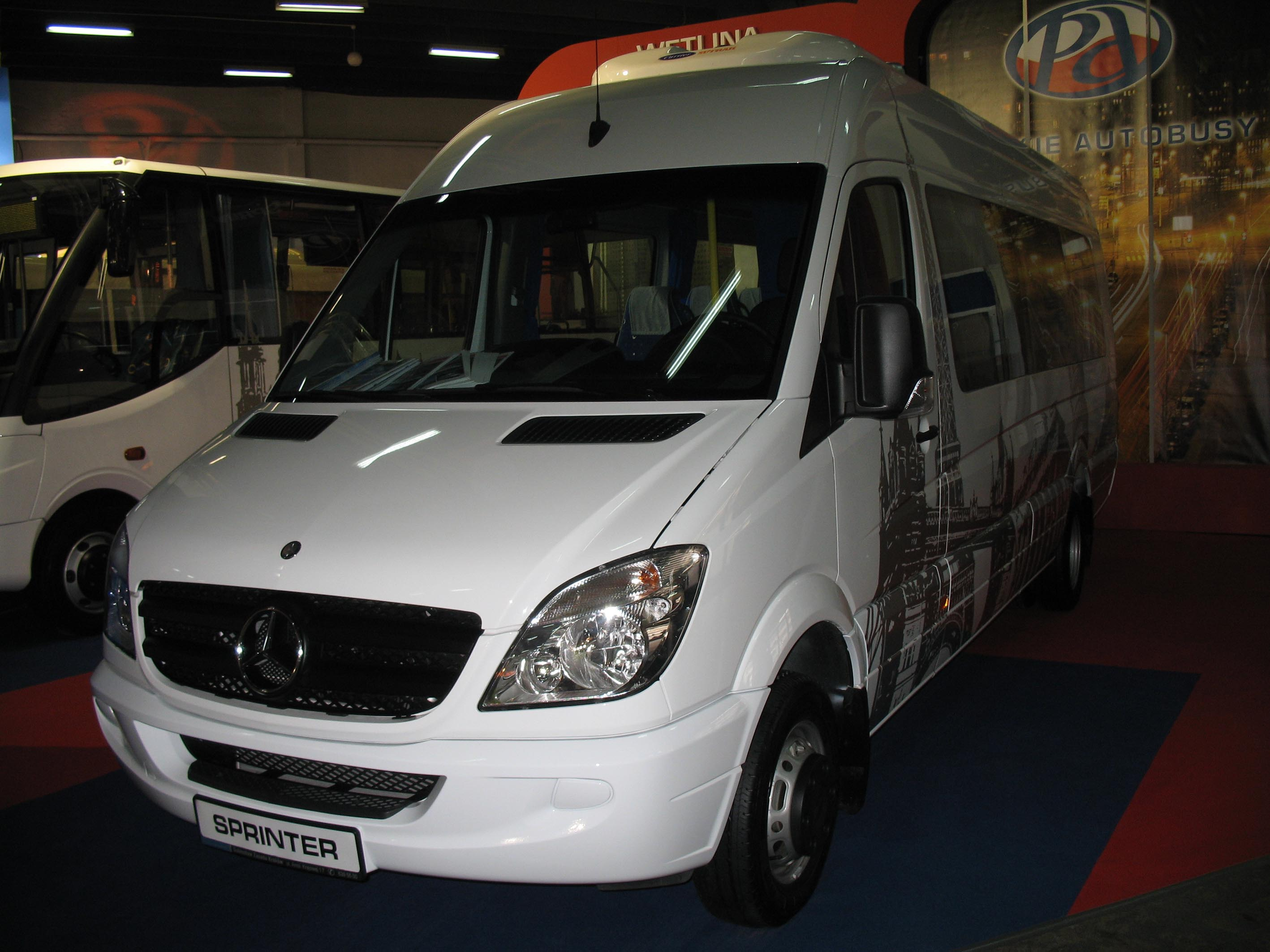
Zabudowa autobusowa na bazie Mercedes-Benz Sprinter 518 CDI podczas Transexpo 2008

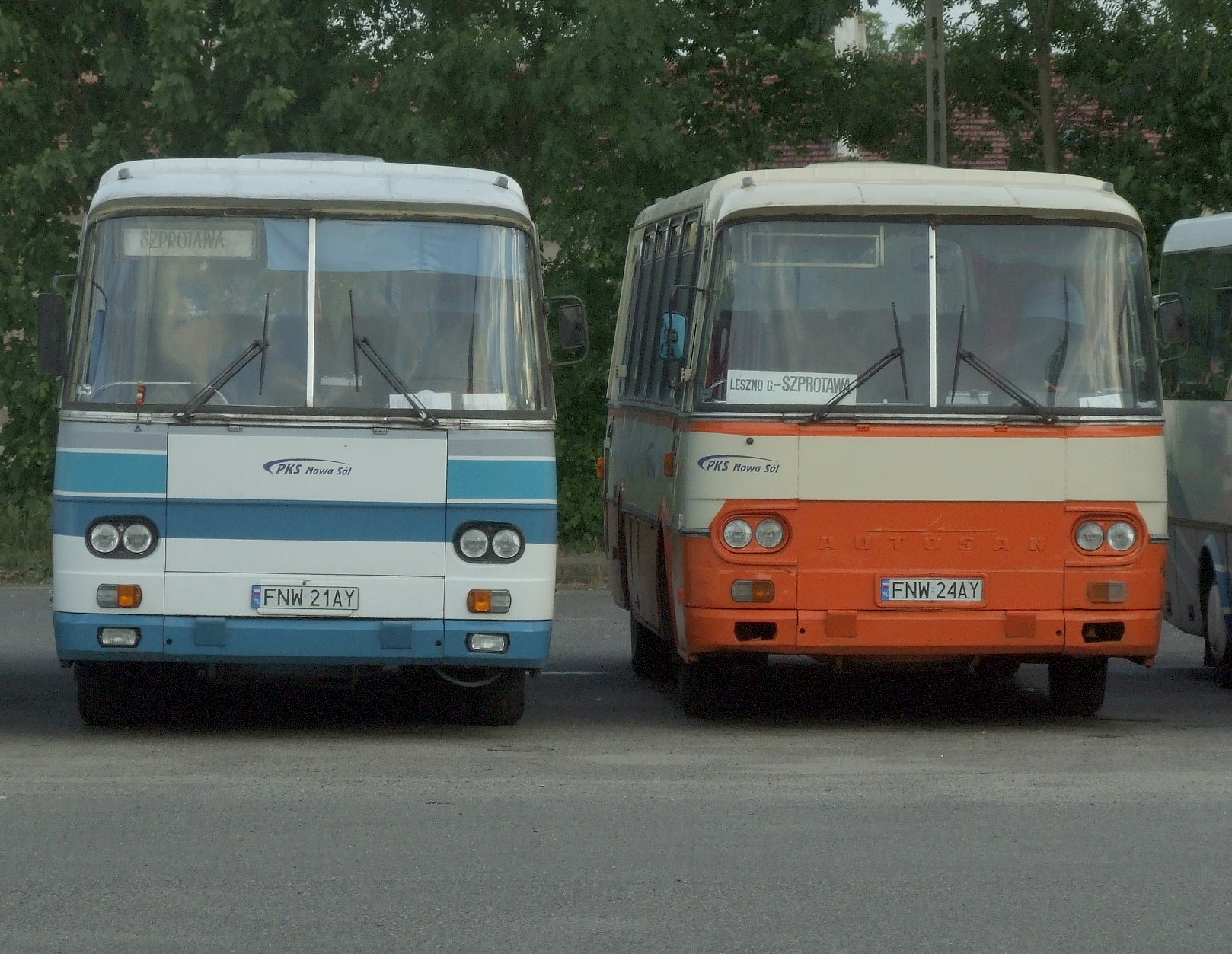
Autosany H9-21

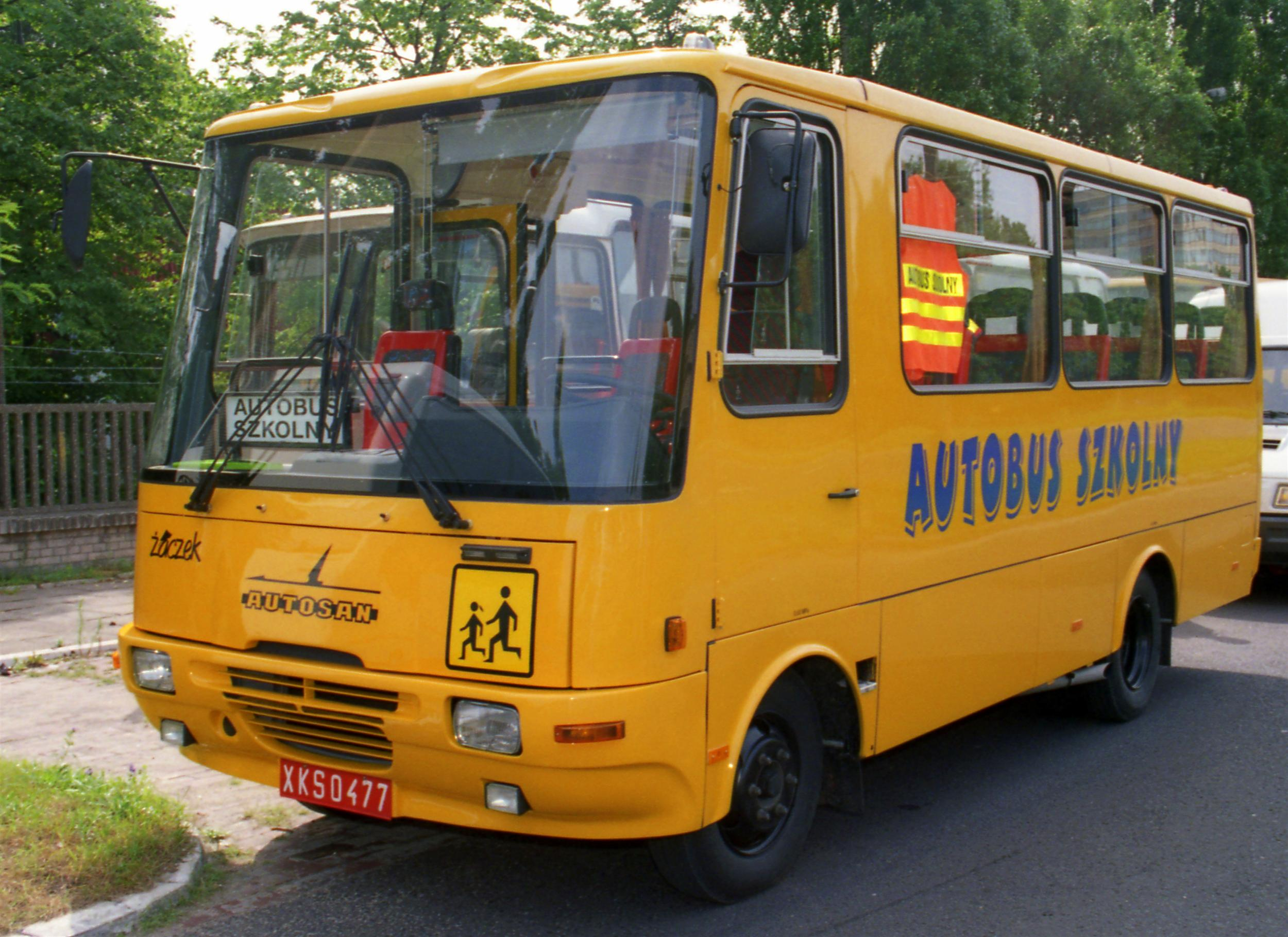
Autosan H6-10 „Żaczek” w 1999

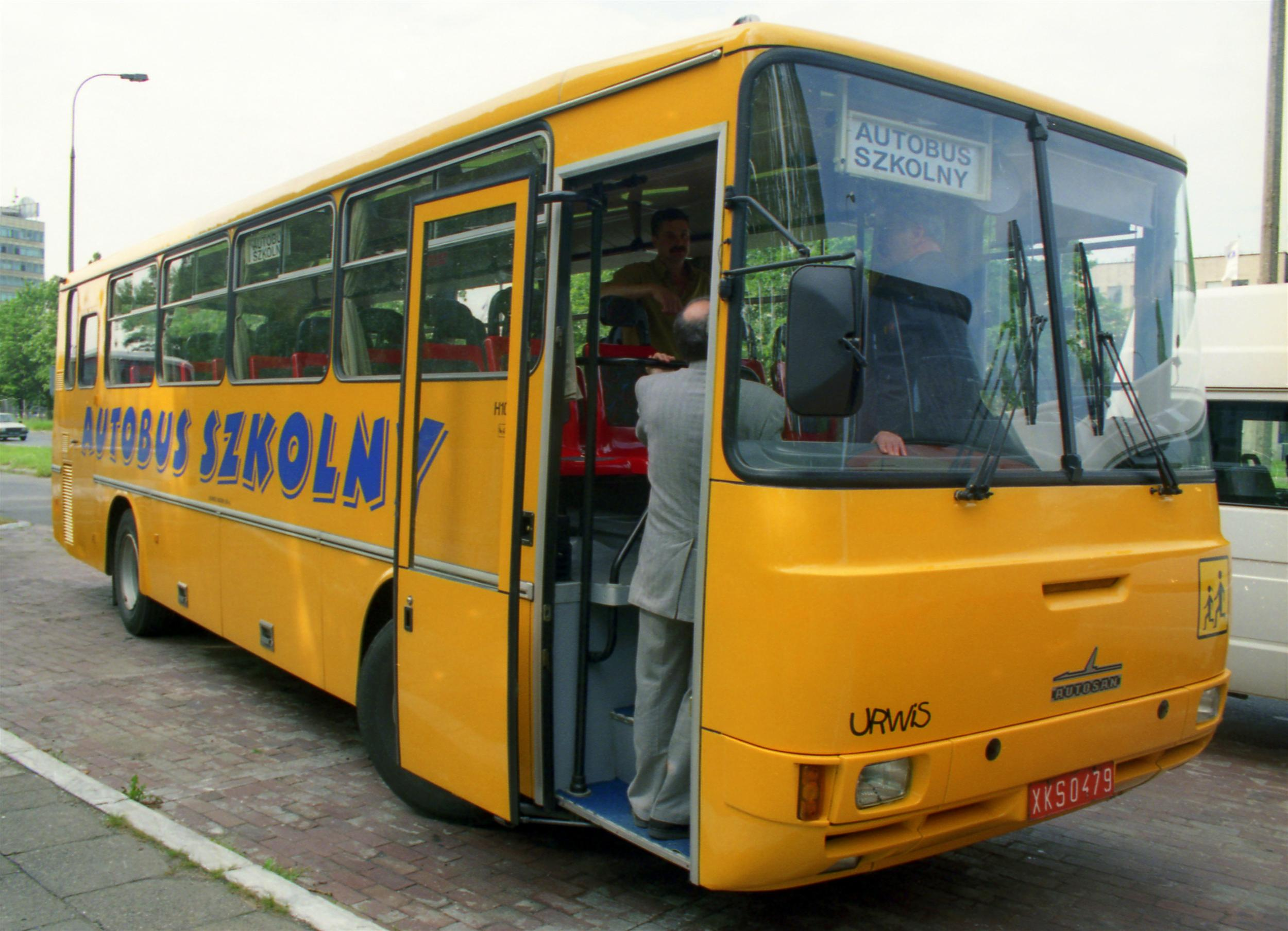
Autosan H10-10S „Urwis” w 1999

Z dniem 1 stycznia 1991 SFA „Autosan” została przekształcona w jednoosobową spółkę Skarbu Państwa Autosan S. A. Zakład Budowy Przyczep i Naczep w Zasławiu został usamodzielniony w 1991. W 1991 zatrudnienie wyniosło 2811 pracowników. W dniu 2 kwietnia 1994 zawarto umowę pomiędzy Autosanem i spółką Sobiesław Zasada Centrum S.A. o konwersji długów na akcje. Umowa weszła w życie po pół roku, czyli 2 grudnia 1994. W jej wyniku większość akcji tej spółki (51%) objęła Grupa Zasada, założona przez Sobiesława Zasadę. Około 1996 r. przedsiębiorstwo zatrudniało 2600 pracowników (z tego 680 techniczno-administracyjnych i 1920 wykwalifikowanych pracowników fizycznych). Grupa Zasada wraz z Jelczem od lipca 2002 współpracowała za pośrednictwem przedsiębiorstwa Polskie Autobusy Sp. z o.o. W ramach tej grupy Autosan specjalizował się w produkcji autobusów międzymiastowych, szkolnych i turystycznych. Dostarczał również zaprojektowane przez siebie podwozia modelu Gemini dla Jelcza M083C Libero. Po ogłoszeniu upadłości Jelcza w 2008 r. zarząd przedsiębiorstwa podjął decyzję o opracowaniu i wdrożeniu do produkcji nowych odmian autobusów miejskich. Autosan jest czołowym w Polsce producentem autobusów międzymiastowych i szkolnych. Spółka Polskie Autobusy zajmuje się sprzedażą autobusów marek Autosan i Jelcz.
27 lutego 1996 w siedzibie przedsiębiorstwa odbyło się zebranie założycielskie Spółdzielczej Kasy Oszczędnościowo-Kredytowej w Autosanie w Sanoku, wpisanej do rejestru 22 maja tego roku. 14 listopada 1997 wojewoda krośnieński Piotr Komornicki przekazał władzom Autosanu certyfikat działania proekologicznego wraz z potwierdzeniem wykreślenia przedsiębiorstwa z listy wojewódzkich trucicieli środowiska. 14 stycznia 1998 rozpoczęto nieodpłatne zbywanie akcji w liczbie 300 tys. dla uprawnionych pracowników. Dotychczasowy znak przedsiębiorstwa – bocian, 12 kwietnia 1999 został zarejestrowany przez Urząd Patentowy w nowej formie logo Autosan S. A., przedstawiającej lecącego bociana w owalu (projekt przygotowała biuro Codes).
Po przemianach przełomu lat 80. i 90. przedsiębiorstwo stopniowo modernizowało produkowane modele. W wyniku głębszej modernizacji Autosana H9-21 w 2000 r. powstał model Autosan A0909L Tramp. W tym samym roku wdrożono do produkcji jego odmianę szkolną, tzw. gimbusa, model Autosan A0903S Smyk. Rodzina Autosan H10 stała się podstawą nowej rodziny Autosan A10, A11, A12 Lider wprowadzanej do produkcji stopniowo od 1994 r. Na targach Transexpo 2005 zadebiutował autobus Autosan H7-10 „Solina”, z nowej rodziny, która weszła do produkcji wiosną 2006 r.
W lutym 1997, w miejsce Zakładu Krótkich Serii, powstała spółka Autosan-Bussan Sp. z o.o., zajmująca się produkcją małych autobusów. Autosan-Bussan w 1999 r. wykonał partię 88 autobusów szkolnych H6-10.03S „Żaczek”. Powstało wówczas również co najmniej 7 sztuk autobusu międzymiastowego Autosan H6-10 „Melon”. Był to szczyt popularności modeli tej fabryki. W 1999 r. rozpoczęto produkcję autobusów rodziny Autosan H7. Spółka Autosan-Bussan w 2002 r. została zlikwidowana, a jej majątek włączony w strukturę Autosan S.A.
W latach 80. marka Autosan była dobrze znana ze swych wyrobów w Europie Wschodniej. Po przemianach gospodarczych w latach 90., które zaowocowały wprowadzeniem tam wysokich ceł importowych, przedsiębiorstwo czterokrotnie zabiegało o uruchomienie montażu swoich autobusów w Rosji (w Orenburgu, wspólnie z PAZ-em, w obwodzie królewieckim) i na Białorusi. Część tych starań została nawet doprowadzona do stanu gotowości technicznej zakładów montażowych. Ostatecznie jednak szerszej produkcji nie uruchomiono. Jedynie w montowni w Brześciu na Białorusi zmontowano w 2003 r. trzy sztuki modelu Autosan H7-10 Traper.
Podczas Europejskich Targów Motoryzacyjnych w dniach 21–23 marca 1995 r. w Brukseli autobus turystyczny fabryki pod nazwą Sanzas 2000 zdobył I miejsce i tytuł Autobusu Roku 1995. 28 kwietnia 1995 władze Autosanu podpisały kontrakt na dostawę 1020 autobusów dla PKS, opiewający na sumę 1,5 bln złotych.
W latach 1997–2001 Granus w Zvolen (były Liaz Zvolen) na Słowacji produkował autobusy z nadwoziami Autosana (początkowo H10-11.11 „Local-2”, później również H7-10/20, A10-12T „Lider” oraz A11-12T „San”), ale z innym zespołem napędowo-jezdnym. Pod koniec 1999 r. Autosan przejął 30% akcji tego przedsiębiorstwa i zmienił jego nazwę na Granussan. Najprawdopodobniej w 2003 r. współpraca Autosana z Granussan została ostatecznie zakończona. 15 stycznia 2002, w trakcie wizyty prezydenta Federacji Rosyjskiej Władimira Putina w Warszawie, została podpisana umowa na montaż autobusów i trolejbusów Autosanu w Królewcu
Od 2003 r. Autosan ponownie wkroczył na rynki eksportowe, zawierając kontrakty na dostawy autobusów do Wielkiej Brytanii, Szwecji, Rumunii, Słowacji i Węgier. Eksport stopniowo rósł, a następnie zaczął nieco spadać i w kolejnych latach wynosił: 2003 – 8 szt., 2004 – 24 szt., 2005 – 34 szt., 2006 – 78 szt., 2007 – 71 szt., 2008 – 65 szt., 2010 – 17 sztuk. Poziom produkcji osiągnął minimum w 2005 roku. Powstało wówczas 259 sztuk autobusów. W następnych latach ustabilizowała się ona powyżej 300 szt./rok (2006 – 310 szt., 2007 – 321 szt., 2008 – 333 szt.). Ze względu na coraz mniejszą sprzedaż autobusów międzymiastowych w Polsce oraz spadek eksportu, wielkość produkcji została znacząco zmniejszona i wynosiła w kolejnych latach: 2009 – 193 szt., 2010 – 112 sztuk.
W autosanach rozpoczęto montowanie głównie części zachodnich (np. silniki Cummins, Iveco, Mercedes-Benz (od 6 października 1995 Mercedes OM 350), Renault). Autobusy te spełniają normy i przepisy krajowe oraz międzynarodowe (m.in. normy EURO dotyczące emisji spalin).
Głównymi częściami przedsiębiorstwa, związanymi z projektowaniem, produkcją i remontami autobusów, są obecnie: Biuro Rozwoju, Zakład Produkcji Autobusów, Zakład Produkcji Części, Zakład Napraw Autobusów i Recyclingu.
W 2008 r. weszła do sprzedaży nowa rodzina autobusów klasy mini Autosan Wetlina, zaprezentowanych po raz pierwszy na targach Transexpo w Kielcach we wrześniu 2007. Składają się na nią wersje: turystyczna, miejska i międzymiastowa. „Wetlina” produkowana jest obok dotychczasowej rodziny Autosan H7 „Solina”. Na targach Transexpo 2008 zadebiutował model Autosan A1213C Eurolider z nowej rodziny modułowych autobusów międzymiastowych i turystycznych Autosan A12. Rodzina o wymiarach 9,7, 12 i 13,2 m zapewni produktom fabryki rodzinne podobieństwo i zastąpi modele z rodziny „Lider”. Stylizacją nowych modeli zajmuje się Nc. Art z Sękocina Starego koło Warszawy. Wprowadzane do sprzedaży są również minibusy na bazie Mercedesa Sprintera. Po upadłości Jelcza w 2008. Autosan zaczął wprowadzać do swojej oferty modele miejskie. W 2008 są to modele Wetlina City oraz Autosan A0808MN Sancity. Trwają prace nad nową modułową rodziną autobusów miejskich klasy midi i mega. We wrześniu 2009 zadebiutowały modele Autosan A1212C Eurolider oraz pierwszy niskowejściowy model z rodziny M1xLx Autosan M12LE Sancity. Projekt techniczny autobusów miejskich i podmiejskich wykonuje Grupa inżynierska DOT3D z Czerwonaka. W maju 2010 zaprezentowany został niskopodłogowy model Autosan Sancity 12LF, który jest kolejnym przedstawicielem modułowej serii autobusów miejskich M1xLx. 6 października 2010 podczas targów Transexpo 2010 w Kielcach odbyła się premiera niskopodłogowego, przegubowego autobusu miejskiego Autosan Sancity 18LF. Model ten jest pierwszym przegubowym autobusem skonstruowanym przez Autosan. Podczas targów Transexpo 2011, które odbyły się w dniach 20–22 września 2011 przedstawiono dwa nowe modele. Pierwszym z nich był niskopodłogowy autobus miejski klasy midi Autosan Sancity 10LF, będący kolejną odmianą modułowej serii M1xLx. Kolejny pojazd to zmodernizowany autobus międzymiastowy i podmiejski Autosan Tramp FL o długości 9,5 m. W modelu tym zastosowano nowy typ nadwozia o konstrukcji zunifikowanej z należącymi do serii A10, autobusami Autosan A1010T i A1012T.
W latach 90. spadająca produkcja autobusów oraz przekształcenia własnościowe skłoniły Autosan do dywersyfikacji produkcji. Od 1996 r. dla Wojska Polskiego produkowane są kabiny szczelne elektromagnetycznie, kabiny dla mobilnych urządzeń łączności (montowane na podwoziu Hummer HMMWV), oraz nadwozia specjalne wsparcia technicznego „Sarna II”.
Kolejnym ważnym i rozwijającym się od 2001 r. działem jest projektowanie i produkcja elementów pojazdów szynowych, zwłaszcza nadwozi wagonów pociągów zespołowych, autobusów szynowych i tramwajów. W tym zakresie jest ona realizowana we współpracy z przedsiębiorstwami krajowymi: Pojazdy Szynowe PESA Bydgoszcz z Bydgoszczy, Newag z Nowego Sącza, Poznańskie Zakłady Naprawcze Taboru Kolejowego S.A. z Poznania, Kolejowe Zakłady Maszyn „Kolzam” z Raciborza, Solaris Bus & Coach z Bolechowa (kadłuby Tramino) oraz zagranicznymi (Bombardier Transportation). Ponadto Zakład Napraw i Recyklingu Autobusów wykonuje m.in. remonty kapitalne i odbudowy autobusów Autosan.
W 2000 r. zatrudnienie wyniosło 1828 pracowników. Później systematycznie malało i liczyło około 900 osób, zaś w wyniku kryzysu w połowie 2009 zmniejszyło się o około 40 pracowników biurowych. W 2012 r., po redukcjach etatów, w Autosanie pracowało około 650 osób.
W maju 2012 z funkcji prezesa Zarządu Spółki Akcyjnej Autosan zrezygnował Adam Smoleń.
Do marca 2013 fabryka wyprodukowała łącznie 109 407 autobusów. Do chwili upadłości fabryka produkowała kilkadziesiąt pojazdów rocznie:
- 147 (2009)
- 96 (2010)
- 137 (2011)
- 95 (2012)
- 57 (2013, do chwili upadłości)

### Upadłość i restrukturyzacja
19 września 2013 spółka ogłosiła upadłość. Wówczas Grupa Sobiesław Zasada S.A. zbyła posiadane akcje spółki Autosan (ok. 92%), które odkupił Grzegorz Tarnawa.
7 października Sąd Gospodarczy w Krośnie wydał postanowienie o ogłoszeniu upadłości likwidacyjnej Spółki Akcyjnej Autosan, wyznaczając przy tym sędziego komisarza i syndyka Ludwika Noworolskiego. Następnie Grzegorz Tarnawa odsprzedał część zakupionych akcji spółki, które nabyli Krzysztof Moska (prezes Gamratu) i Leszek Sobik, lecz pozostawił sobie większościowy udział 51%.
Do czasu ogłoszenia upadłości w spółce było zatrudnionych 481 osób. Następnie załoga została grupowo zwolniona z wypowiedzeniem, po czym syndyk zatrudnił ponownie w Autosanie 360 osób, a 120 otrzymało zasiłki przedemerytalne. Syndyk zapowiedział także zwiększenie zatrudnienia oraz przeznaczenie środków na badania i rozwój. 17 kwietnia 2014 decyzją Rady Nadzorczej został powołany na stanowisko prezesa zarządu Autosan S.A. Sławomir Łopatowski.
16 maja 2014 syndyk masy upadłości Autosan S.A. w upadłości likwidacyjnej ogłosił przetarg na sprzedaż przedsiębiorstwa w całości. W pierwszym terminie przetargu w czerwcu 2014 nie wpłynęły oferty zakupu. 16 września 2014 syndyk ogłosił drugi przetarg na sprzedaż przedsiębiorstwa, również nie zakończony sprzedażą. 19 grudnia 2014 został ogłoszony trzeci przetarg z ceną wywoławczą wynoszącą 48 mln zł, także nie zakończony sprzedażą. Nie doszło do sprzedaży również w wyniku czwartego przetargu ogłoszonego 29 stycznia 2015 z ceną wywoławczą wynoszącą 40 mln zł i w wyniku piątego przetargu ogłoszonego 6 marca 2015 z ceną wywoławczą wynoszącą 37 mln zł. Następnie syndyk masy upadłościowej Ludwik Noworolski zapowiedział sprzedaż fabryki z tzw. wolnej ręki.

### Autosan Sp. z o.o. (2016–2022)
30 marca 2016 w fabryce, przy udziale premier Beaty Szydło, miało miejsce oficjalne podpisanie aktu notarialnego, a zgodnie z jego zapisem współwaścicielami przedsiębiorstwa Autosan zostały po 50% spółki PIT-Radwar i Huta Stalowa Wola, należące do Polskiej Grupy Zbrojeniowej. Inwestycja pochłonęła wówczas 25 mln zł. Ponad 17 mln trafiło na konta syndyka masy upadłościowej. Pozostałe 8 mln kosztowało odkupienie od Grupy Zasada hal zakładu w Sanoku. Warto dodać, że syndyk sprzedał Autosana z wolnej ręki, po tym, gdy we wcześniejszych pięciu przetargach nie znaleziono ani jednego chętnego na sanocki zakład.
Prezesem zarządu Autosan Sp. z o.o. został Marek Opowicz, którego 31 maja 2017 zastąpił Michał Stachura. 28 grudnia 2018 nowym prezesem zarządu został Eugeniusz Szymonik. 19 stycznia 2021 Rada Nadzorcza spółki odwołała Eugeniusza Szymonika ze stanowiska prezesa zarządu i powierzyła pełnienie tych obowiązków Adamowi Smoleniowi. 8 lipca 2022 nowym prezesem zarządu Autosan Sp. z o.o. został ogłoszony Maciej Borecki.

### Huta Stalowa Wola S.A. Oddział Autosan (od 2022)
1 grudnia 2022 sfinalizowano proces nabycia przedsiębiorstwa Autosan przez Hutę Stalowa Wola S.A., wobec czego sanocki zakład utracił samodzielność organizacyjną, stając się oddziałem HSW. Zatrudniał wówczas ok. 400 osób. 16 września 2024 następcą Macieja Boreckiego na stanowisku dyrektora został Andrzej Ujda.
Na przełomie 2024 i 2025 roku z zakładu wyjechało pierwsze 20 sztuk zmontowanych samochodów Jelcz 442.32, dwuosiowych pojazdów z nieopancerzoną kabiną i zabudową skrzyniową. Podjęcie współpracy z Jelczem miało na celu przyspieszenie dostaw ciężarówek dla wojska.
| - Autobusy miejskie - Autosan Sancity 9LE - Autosan Sancity 10LF - Autosan Sancity 12LF - Autosan Sancity 12LFH - Autosan Sancity 12LFE - Autosan Sancity 12LF CNG - Autosan Sancity 18LF LNG - Autobusy międzymiastowe - Autosan Lider 10 - Autosan Eurolder 9 - Autobusy lokalne - Autosan Eurolider 9 - Autobusy szkolne - Autosan Eurolider 9 - Autobusy do nauki jazdy - Autosan Lider 10L Wszystkie wersje autobusów Autosan mogą być przystosowane do przewozu osób niepełnosprawnych. | - Autobusy międzymiastowe - Autosan H6-10 „Melon” - Autosan A0909L „Tramp” - Autosan H7-10 „Traper” - Autosan H7-10MB „Solina” - Autosan A8V „Wetlina City” - Autosan A8V „Wetlina” - Autosan A0808T „Gemini Standard” - Autosan A1012T „Lider” - Autosan H9 - Autosan A0909L „Tramp 2” - Autosan Tramp FL - Autosan H10 - Autosan A10-10T „Lider Midi” - Autosan Eurolider 12 - Autosan Eurolider 13 - Autobusy lokalne - Autosan H7-20 „Trafic” - Autosan H7-20MB „Solina” - Autosan Eurolider 13LE - Autosan Eurolider 15LE - Autobusy szkolne - Autosan H6-10.03S „Żaczek” - Autosan H9-21 „Kleks” - Autosan H10-10S „Urwis” - Autosan A0909L S „Smyk” - Autosan A1012T „Eagle RHD” - Autobusy turystyczne - Autosan H7-10MB „Solina” - Autosan A8V „Wetlina” - Autosan A404T Cezar - Autosan A0808T „Gemini Lux” - Autosan A1112T „San” - Autosan A1112T „Sanman” - Autosan A1112T „Ramzes” - Autobusy specjalne - Autosan H6-56 „Towos” - Autosan H6-10 SW - Autosan H7-10I - Autosan H7-10DW „Solina” - Autosan H7-10ZK - Autosan Wetlina DW - Autosan A1010T DW - Autobusy miejskie: - Autosan H6-20 „Melon” - Autosan H7-20 „Trafic” - Autosan H7-20MB „Solina City” - Autosan H9-33 - Autosan H9-35 - Autosan A0808MN „Sancity” - Autosan M09LE „Sancity” - Autosan Sancity 12LE - Autosan A1010M Medium - Autosan A844MN Stokrotka - Zabudowy autobusowe: - Autosan Sprinter 518 CD-i |

## Dyrektorzy i pracownicy
W przeszłości przedsiębiorstwem kierowali i pracowali w nim:
- prezesi – Kazimierz Lipiński (1886–1900), Aleksander Misiągiewicz (1900–1905), Ignacy Drewnowski[252] (1905–1909), Ludwik Eydziatowicz (1909–1914), Adam Bratro (1914)[253], Edmund Zieleniewski (1913-1913-1919), Józef Chudoba (1920)[254], Antoni Lewalski (do 1927), Ludwik Dyduch (od 1927), Franciszek Peterek (lata 20.), Karol Górniak (1929–1944), Filip Schneider (1945–1948), Stanisław Gajda, Zenobiusz Ćwikła (lata 50.[255]), Andrzej Jedynak, Witold Szczepaniak (1963–1967), Leszek Kawczyński (dyrektor 1967-1982[256]), Andrzej Kruczek (1983-[257]), Jan Wilk; w S.A. Roman Bień, Andrzej Krzanowski (dwukrotnie, do sierpnia 2004), Wiesław Wyżycki (od sierpnia 2004[258]), Adam Smoleń[259], Franciszek Gaik; Sobiesław Zasada („Grupy Zasada”).
- kadra zarządzająca i kierownicza: Wacław Suchowiak (doradca 1909–1911)[260], st. inż. Andrzej Maciejowski[261], Jerzy Jasiński (zastępca dyrektora 1913)[262], Antoni Fichtel (szef produkcji), Stanisław Mleczko, Józef Przeździecki, Franciszek Harłacz (zastępca dyrektora), Michał Micherdziński (zastępca dyrektora do spraw pracowniczych), Emil Buras (kontroler jakości, kierownik ZDK), Wiesław Skałkowski (planista działu ekonomicznego 1957–1975), Kazimierz Balawajder (członek okręgowej organizacji partyjnej (OOP) PZPR działu badań i prototypów[263]), Jan Skarbowski (główny specjalista ds. badań i prototypów, zastępca dyrektora ds. technicznych), Mieczysław Majewski (zastępca dyrektora ds. pracowniczych), Andrzej Kruczek (zastępca dyrektora ds. produkcji), Henryk Gralka (szef produkcji), Tadeusz Zoszak (główny dyspozytor), Andrzej Gielar, Stanisław Grochmal, Edward Tomczak; dyrektorzy techniczni i inni – Edward Nowak, Marek Łęcki (dyrektor ekonomiczny[264] od 1982), Romuald Bobrzak (gospodarka cieplna), Zbigniew Osenkowski.
- pracownicy zakładowi: Franciszek Baran, Kazimierz Sulimierski, Mieczysław Zieleniewski, Kazimierz Bizański, Zygmunt Eysmontt, Jakub Kolano, Stanisław Łańcucki, Roman Baczyński, Jan Baranowski, Jan Huczko, Tadeusz Mielecki, Kazimierz Rzeszutko, Władysław Friedlein, Władysław Gut, Stanisław Adamiak, Roman Fil, Eugeniusz Raś, Jan Skulich, Andrzej Szczudlik, Juliusz Bruna, Jan Żołnierczyk, Bronisław Ryniak, Stanisław Żwirek, Bronisław Bekalik, Władysław Bekalik, Bronisław Kielar, Karol Kenar, Eugenia Żołnierczyk, Tadeusz Leśniak, Tadeusz Nazarkiewicz, Marian Sebastiański, Tadeusz Szczudlik, Antoni Wener, Mieczysław Wojtowicz, Tadeusz Wojtowicz, Władysław Radzik, Marian Jarosz (kierownik transportu)[265], Czesław Borczyk, Władysław Pruchniak, Leon Wzorek, Ludwik Warchał, Kazimierz Kocyłowski, Władysław Stefkowski, Marian Pankowski, Stanisław Lisowski, Michał Hipner, Stanisław Janczura, Władysław Gąsiorowski, Maria Bieńkowska, Zdzisław Smoliński, Jerzy Kwaśniewicz, Zygmunt Haduch-Suski, Walerian Sowa, Marian Żołnierczyk (brygadzista), Julian Bartkowski, Tadeusz Nowakowski, Zbigniew Daszyk, Ryszard Kulman (dział serwisowy). Jako plastycy pracowali Bronisław Naczas, Zdzisław Beksiński, Adam Przybysz.
- inni powiązani: kpt. Franciszek Lurski (pełnomocnik wojskowy przy fabryce przed 1939)[266], sekretarze KZ PZPR: Mieczysław Goleń (1959–1974), Bronisław Bikowski (1975–1981), Zdzisław Prusiecki (1981–1983), Leonard Kabala. Tadeusz Święs (zakładowa straż pożarna). Pełnomocnicy wojskowi podczas stanu wojennego: płk dr Tadeusz Konecki, płk dr Stanisław Gać (od 27 kwietnia 1982), Maciej Borkowski (do 25 maja 1983), mjr dr Wiesław Wróblewski (od 25 maja do 11 sierpnia 1983). Dr Zbigniew Dresler (kierownik punktu konsultacyjnego Akademii Ekonomicznej w Krakowie z siedzibą w Sanoku przy SFA[267].

## Kształcenie zawodowe
W 1946 r., z inicjatywy dyrektora Filipa Schneidera, została założona Szkoła Przemysłowa przy Fabryce Wagonów w Sanoku. W kolejnych latach rozwijała się i powstawały różne typy nauczania, w tym Państwowe Gimnazjum Przemysłowe, Państwowa Szkoła Przemysłowa, Państwowe Gimnazjum Mechaniczne i Państwowe Liceum Mechaniczne. Placówka mieściła się pierwotnie w kantynie zakładowej, następnie w budynku byłego domu gminnego Posady Olchowskiej, zaś w latach 1951–1960 została wybudowana nowa, istniejąca do dziś siedziba szkoły przy ulicy Stróżowskiej 15. Od 1963 r. szkoła istniała jako Technikum Mechaniczne im. gen. Karola Świerczewskiego, od 1975 w wyniku fuzji wszystkich typów szkół powstał Zespół Szkół Mechanicznych. od 1996 pod patronatem Grzegorza z Sanoka, a od 2002 działa jako Zespół Szkół nr 2 im. Grzegorza z Sanoka. Przez lata Sanocka Fabryka Autobusów sprawowała nad szkołą rolę wspierającą.
W Technikum Mechanicznym zapoczątkowała istnienie Zasadnicza Szkoła Zawodowa Sanockiej Fabryki Autobusów, zainaugurowana w 1961 r., od 1974 wyodrębniona jako Zespół Szkół Zawodowych SFA i przeniesiona do odrębnej siedziby, nieopodal przy ulicy Stróżowskiej 16, od 1991 funkcjonowała pod nazwą Zespół Szkół Technicznych, w 2002 przemianowana na Zespół Szkół nr 3, od 2010 jako Zespół Szkół nr 3 im. Walentego Lipińskiego i Mateusza Beksińskiego w Sanoku. Władze fabryki stworzyły także ośrodek doskonalenia kadr.
Przy ZSM zostały powołane przyzakładowe punkty konsultacyjne Politechniki Krakowskiej (1962), Politechniki Śląskiej, w których pracownicy Autosanu prowadzili studia wyższe. Dziekanem studiów zaocznych PK był doc. dr Tadeusz Środulski.

## Fundacje i sponsoring

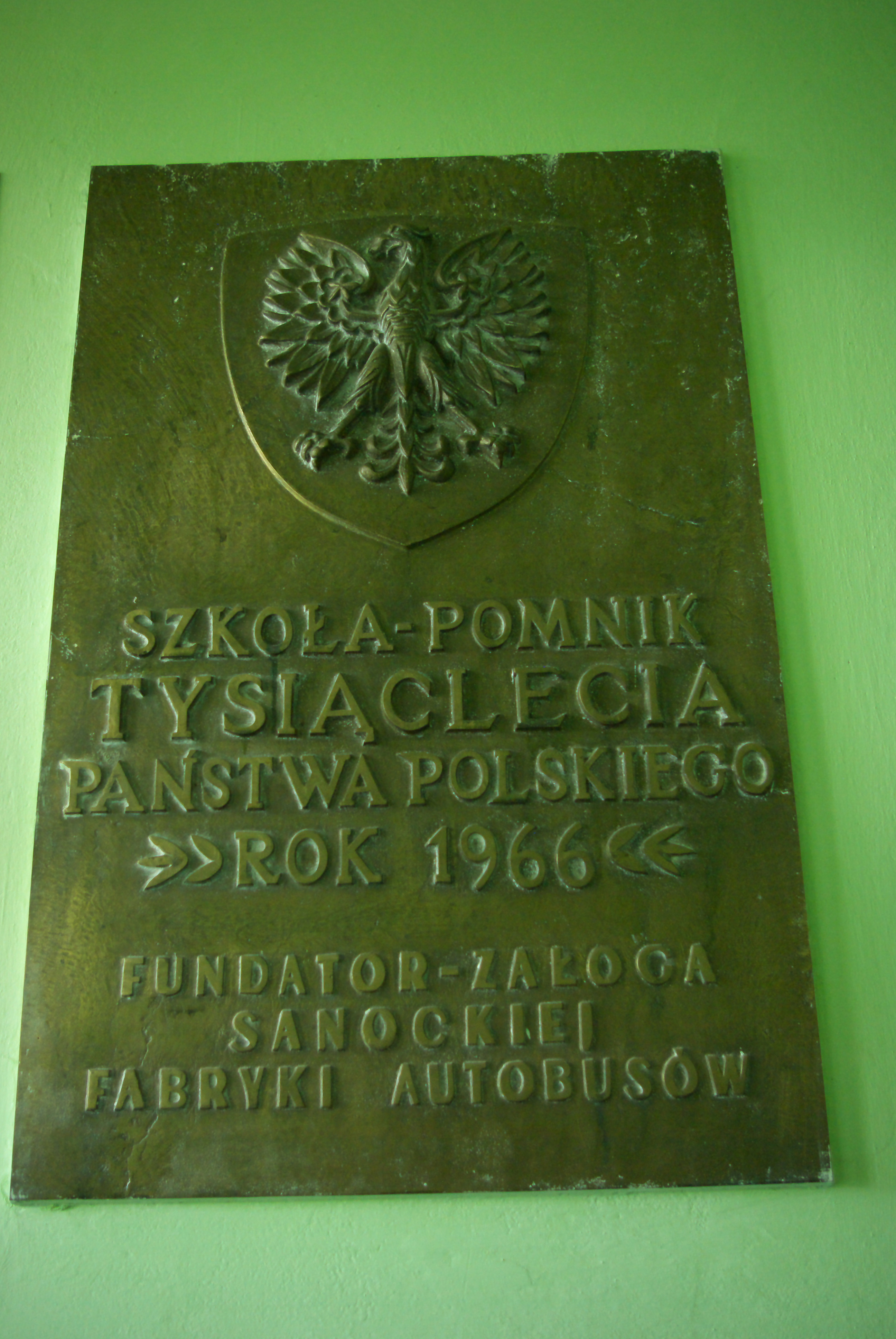
Tablica upamiętniająca fundację szkoły-pomnika tysiąclecia w Sanoku w 1966

W fabryce zostały wykonane fragmenty obiektów upamiętniających w Sanoku: w 1902 emblemat orła polskiego w koronie wraz szablą i włócznią oraz litery umieszczone na pomnik Tadeusza Kościuszki, w 1910 tablica pamiątkowa z inskrypcją i wizerunkiem Fryderyka Chopina wykonana przez rzeźbiarkę Marię Gerson umieszczona przy Źródełku Szopena na terenie parku miejski im. Adama Mickiewicza, w 1923 tabliczka z napisem: Bohaterom z 1831/63 Harcerze 1923, umieszczona na Krzyżu Powstańców ustanowionym na cmentarzu przy ulicy Rymanowskiej.
W okresie prosperity fabryki SFA Autosan była inwestorem w Sanoku, finansując budowę przedszkola, żłobka, szkoły zawodowej, ośrodka rekreacyjnego nad Sanem, wykonano konstrukcje miejskiego basenu kąpielowego, zostały odremontowane: budynek Zakładowego Domu Kultury oraz ulice (w tym Stróżowska i Kościelna w dzielnicy Posada), elewacje budynków, przystanki autobusowe. Załoga SFA była fundatorem szkoły-pomnika tysiąclecia, oddanej 1 września 1966 jako szkoła podstawowa przy ulicy Rymanowskiej (funkcjonowała jako Szkoła Podstawowa im. Stanisława Łańcuckiego, później przemianowana na im. Św. Kingi), w tym celu załoga fabryki dobrowolnie opodatkowała się na ten cel w wysokości 0,5% od miesięcznego wynagrodzenia. Według wypowiedzi Leszka Kawczyńskiego na sesji rady miasta w 1975, Autosan przeznaczył na ww. cele 10 mln złotych.
Wsparcie zakładu w dziedzinie kultury objawiało się w prowadzeniu Zakładowego Domu Kultury, finansowaniu pisma „Gazeta Sanocka – Autosan”, wydawanego w latach 1973–1990 oraz imprez kulturalnych. Dzięki wsparciu fabryki w mieście powstawały m.in. osiedla mieszkaniowe, remonty ulic i inne elementy infrastruktury. Przy fabryce działał zakładowy zespół pieśni i tańca „Autosan”
Fabryka miała także znaczący wkład w powstanie i rozwój sanockiego sportu. W 1946 – przy wsparciu dyrektora ówczesnej fabryki wagonów Filipa Schneidera – Tadeusz Nazarkiewicz, Marian Sebastiański, Tadeusz Szczudlik i Antoni Wener założyli klub sportowy pod nazwą KS Wagon, rejestrując 17 września 1946 sekcję piłki nożnej, w 1957 przekształconą w Sanoczankę Sanok, z której w 1960 wyodrębniono Zakładowy Klub Sportowy „Stal Sanok” (do zarządu powołanego wówczas klubu weszli wyłącznie działacze z Autosanu). Na rzecz Stali działali pracownicy Autosanu: prezesami Stali byli m.in. Filip Schneider i Leszek Kawczyński, a prezesem sekcji hokejowej był Henryk Gralka od 1969 do 1982. Ze środków zakładowych wyremontowano stadion piłkarski Stali. Przedsiębiorstwo wspierało także finansowo sanocki klub hokejowy (działający jako Stal Sanok, później STS Sanok). W hali SFA odbyły się mecze drużynowe Stali w boksie. We wrześniu 1994, na mocy umowy z klubem STS, Autosan został jego sponsorem tytularnym. Ten rodzaj sponsoringu trwał do 1999 (klub wówczas występował pod nazwą STS „Autosan” Sanok). Sanocka Fabryka Autobusów wykonała sztuczne lodowisko Torsan w Sanoku w latach 60. (w tym później jego zadaszenie), tor łyżwiarski Błonie pod koniec lat 70. W latach 70. organizowano w Sanoku towarzyskie turnieje hokejowe o „Puchar Autosanu”.

## Filmografia

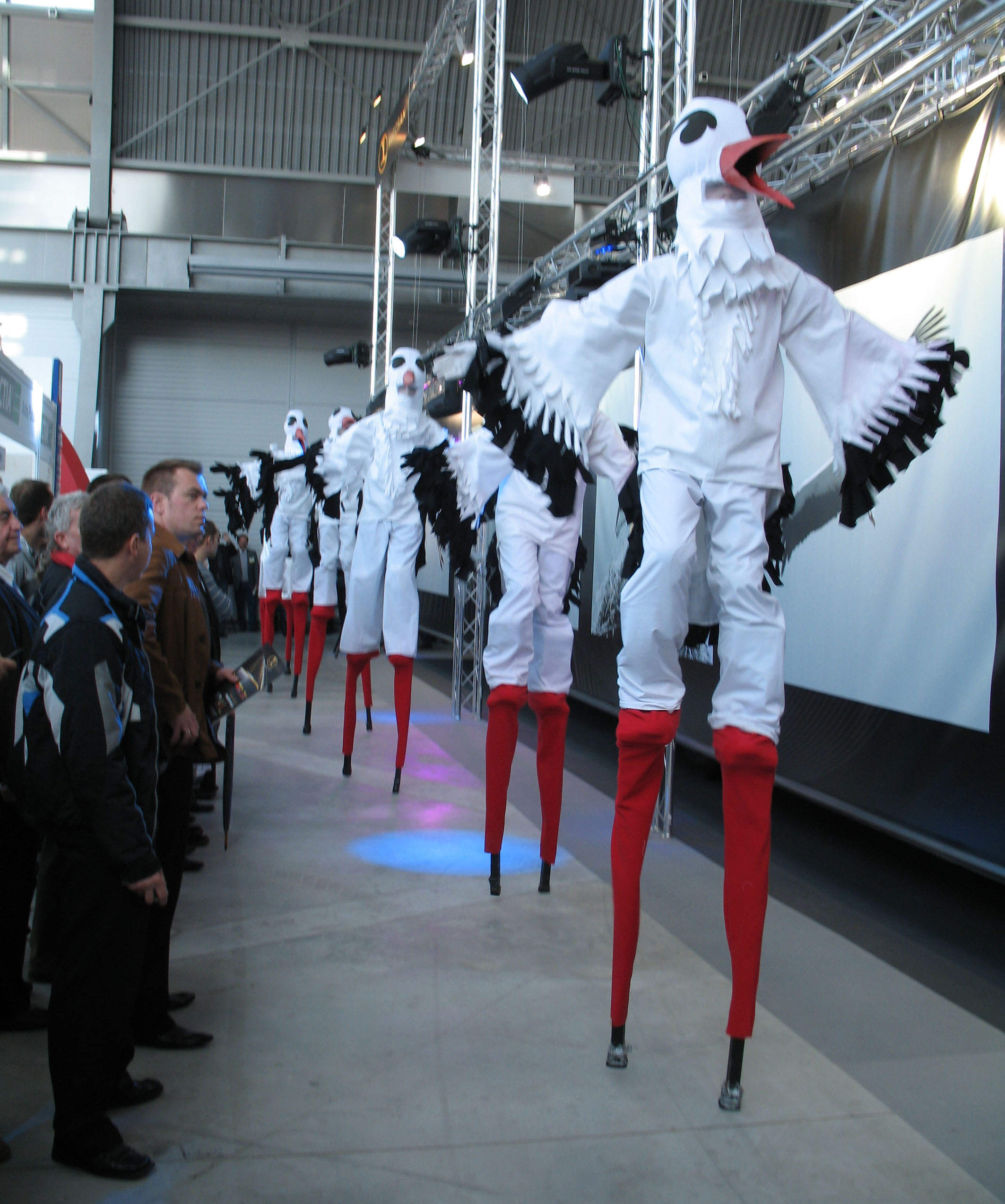
Bociany Autosanu podczas targów Transexpo 2010

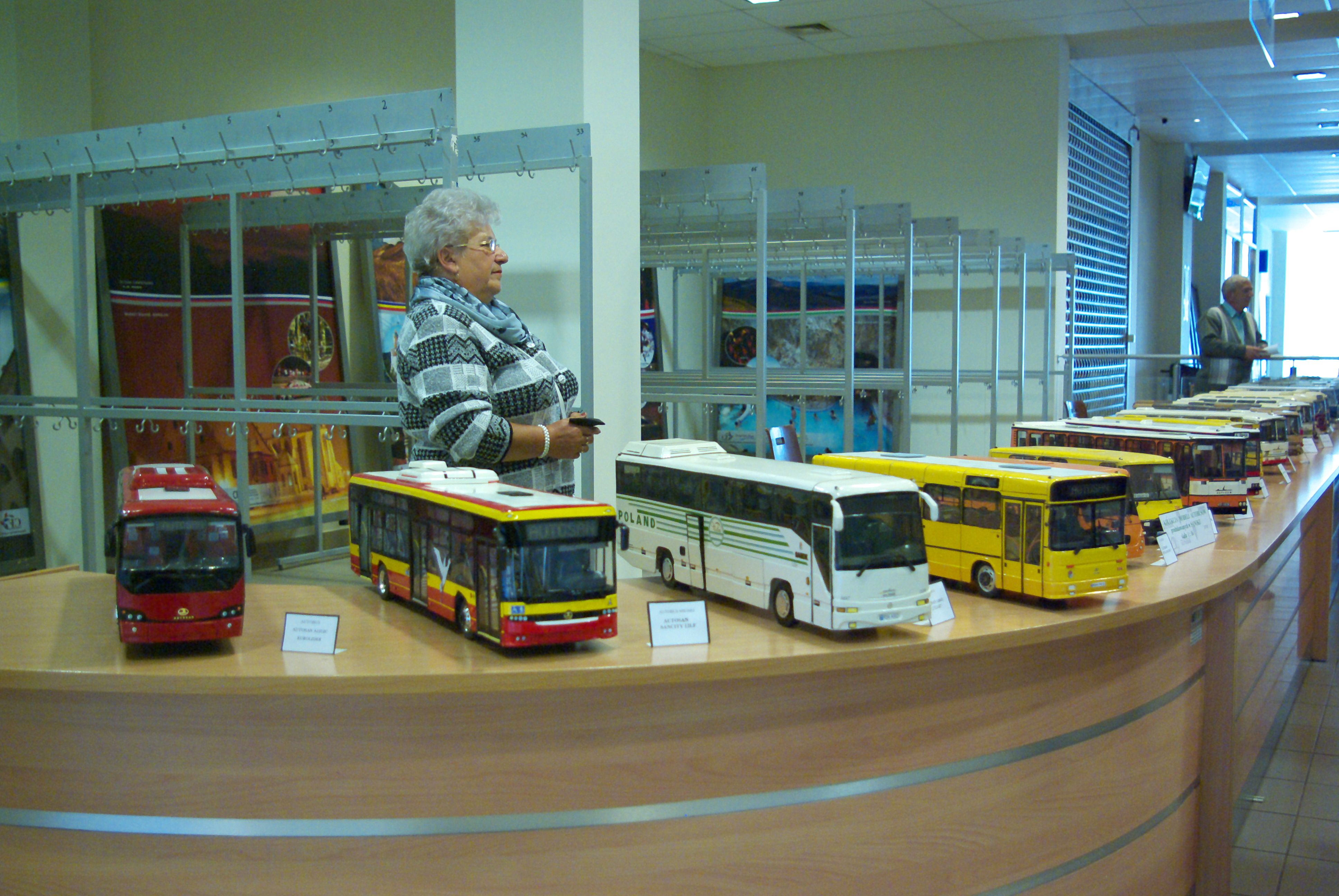
Wystawa miniatur autobusów Autosan w Sanoku (2014)

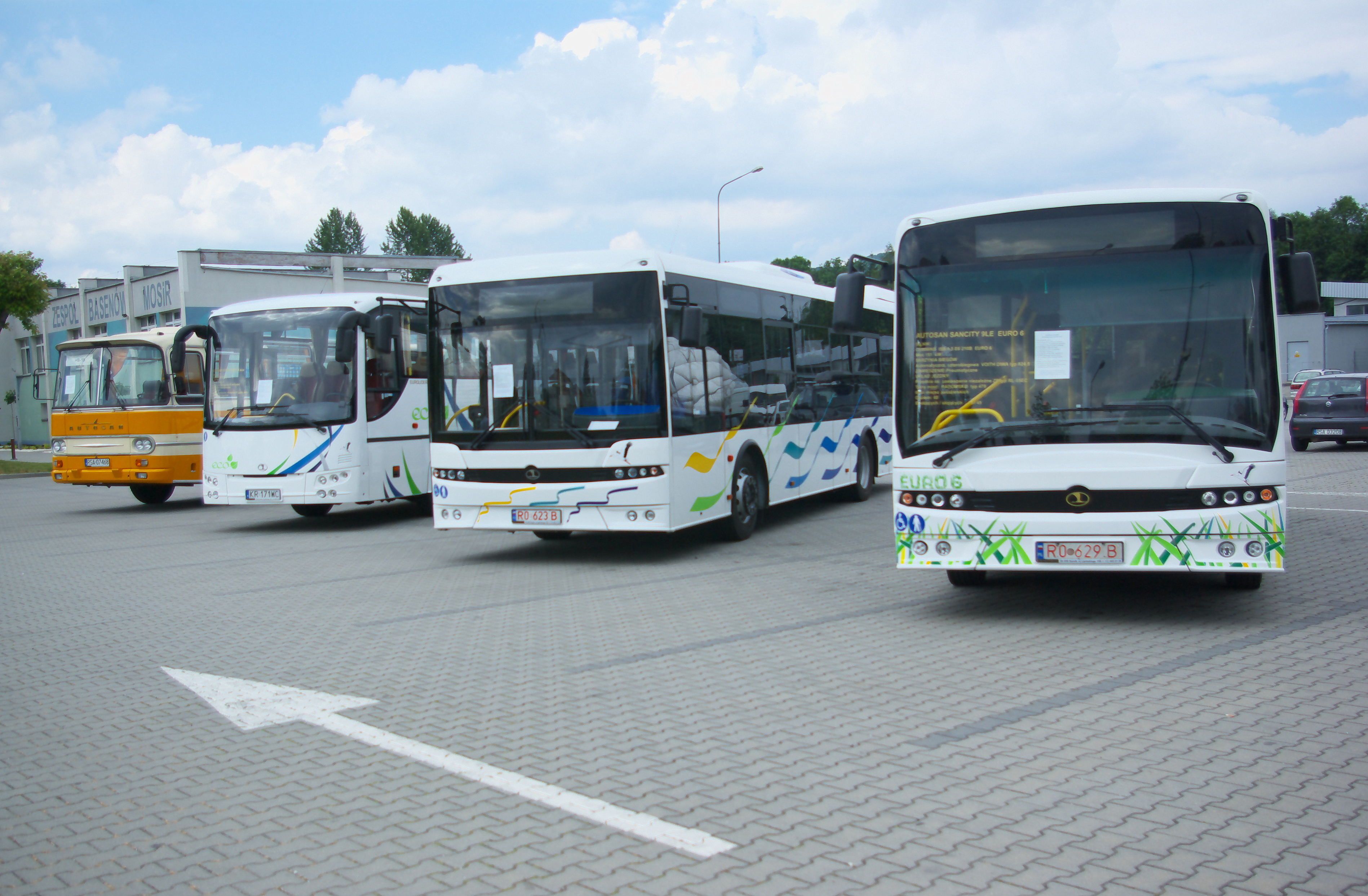
Autobusy Autosan na parkingu przy hali Arena Sanok (2014)

Fabryka Maszyn i Wagonów w Sanoku została wybrana jednym z miejsc, które w 1912 miały być sfilmowane przez operatora paryskiego przedsiębiorstwa Pathé Frères celem powstania obrazu kinematograficznego propagującego Galicję w Wiedniu, czego inspiratorką była księżna Lubomirska.
Powstawały filmy dokumentalne o Sanockiej Fabryce Autobusów: Pozostał tylko symbol (1975), Dzień dzisiejszy Autosanu (1976), Autosan(1977), Z tradycją w nowoczesność, 175 lat tradycji (2007).
Pojazdy z sanockiej fabryki pojawiły się w serialu telewizyjnym pt. Droga z 1973, w którym główny bohater, kierowca Marian Szyguła (Wiesław Gołas), prowadzi m.in. nowy autobus wyprodukowany w sanockim zakładzie.

## Odznaczenia i wyróżnienia
Uchwałą Prezydium Krajowej Rady Narodowej z 26 listopada 1946 grupa pracowników fabryki została odznaczona Krzyżami Zasługi za zasługi przy odbudowie i uruchomieniu Zjednoczonych Fabryk Maszyn „Kotłów i Wagonów” L. Zieleniewski i Fitzner – Gamper w Sanoku).
Odznaczenia
- Złoty medal Izb Handlowych oraz dyplom honorowy ministra handlu na Powszechnej Wystawie Krajowej we Lwowie (1894)[298][299][300][4].
- Dyplom honorowy na wystawie w Bukareszcie (1895)[301]

Sztandar Sanockiej Fabryki Autobusów Autosan był odznaczany i wyróżniany w okresie Polskiej Rzeczypospolitej Ludowej.
- Odznaka „Za Zasługi dla ZBoWiD” (1971)[302]
- Odznaka „Zasłużony dla Województwa Rzeszowskiego” (1974)[303][197]
- Odznaka i tytuł „Racjonalizatora Produkcji” (1975, przyznany przez Ministra Przemysłu Maszynowego dla Klubu Techniki i Racjonalizacji SFA)[304]
- Złota Honorowa Odznaka Centralnego Związku Spółdzielczości Budownictwa Mieszkaniowego (1976)[197]
- Medal 30-lecia Politechniki Krakowskiej (1977)[305]
- Odznaka „Zasłużony dla Sanoka” (1978)[306][307][197]
- Order Sztandaru Pracy I klasy (1980)[308][309][197]
- Jubileuszowy Adres (1984)[310]
- Złota Odznaka Honorowa Towarzystwa Przyjaźni Polsko-Radzieckiej (1985)[311]
- Odznaka im. Janka Krasickiego (1986, zbiorowo odznaczona zakładowa organizacja ZSMP SFA)[312][313]
- Medal 30-lecia OHP (1988)[314]
- Wpis do Złotej Księgi ZBoWiD w Sanoku (1989)[315]

Ponadto władze fabryki ustanowiły odznakę Zasłużony dla Sanockiej Fabryki Autobusów (ok. pocz. lat 60.); na przełomie 1985/1986 nowy projekt odznaki opracował Zbigniew Osenkowski.
Nagrody i wyróżnienia
- Dyplom Międzynarodowej Komisji Sprzętu Rolniczego za przyczepę-wywrotkę D-45 (1967/1968)[317]
- Dyplom uznania za udział w konkursie „Na szlakach przyjaźni i współpracy z ZSRR” (1975, przyznany przez Zarząd Główny Towarzystwa Przyjaźni Polsko-Radzieckiej)[318]
- Nagroda I stopnia Ministra Przemysłu Maszynowego dla grupy pracowników fabryki za opracowanie i uruchomienie produkcji modelu Autosan H9-35[319]
- Nagroda Ministra Kultury i Sztuki (1976)[320]
- Nagroda w konkursie „Zakład pomaga szkole” II stopnia za rok 1977[321]
- Nagroda Defender podczas Międzynarodowego Salonu Przemysłu obronnego '99 odbywającego się 5 września 1999 w Kielcach dla kontenera typu 890[322]
- Wyróżnienie Złote Koła podczas wystawy komunikacyjnej w łodzi 20 września 2000 dla autobusu Autosan A613MN[323]
- Godło Dobre, po polskie dla modeli autobusów Lider i Ramzes w październiku 2002 w Poznaniu[324]

## Wypadki
Modele autobusów Autosan H9 uczestniczyły w wypadkach drogowych: pod Żywcem (1983), w Gdańsku (1994). Autobus Sancity 9LE spłonął 27 sierpnia 2018 w Warszawie przy ul. Sokratesa, w pobliżu Kasprowicza. Obsługiwał linię 203. Nikt z pasażerów nie ucierpiał.

## W kulturze
Pisarz Kalman Segal w swojej powieści pt. Nad dziwną rzeką Sambation, napisanej w 1955 i wydanej w 1957, opisał fabrykę Sanowag w ówczesnej sytuacji.

## Galeria

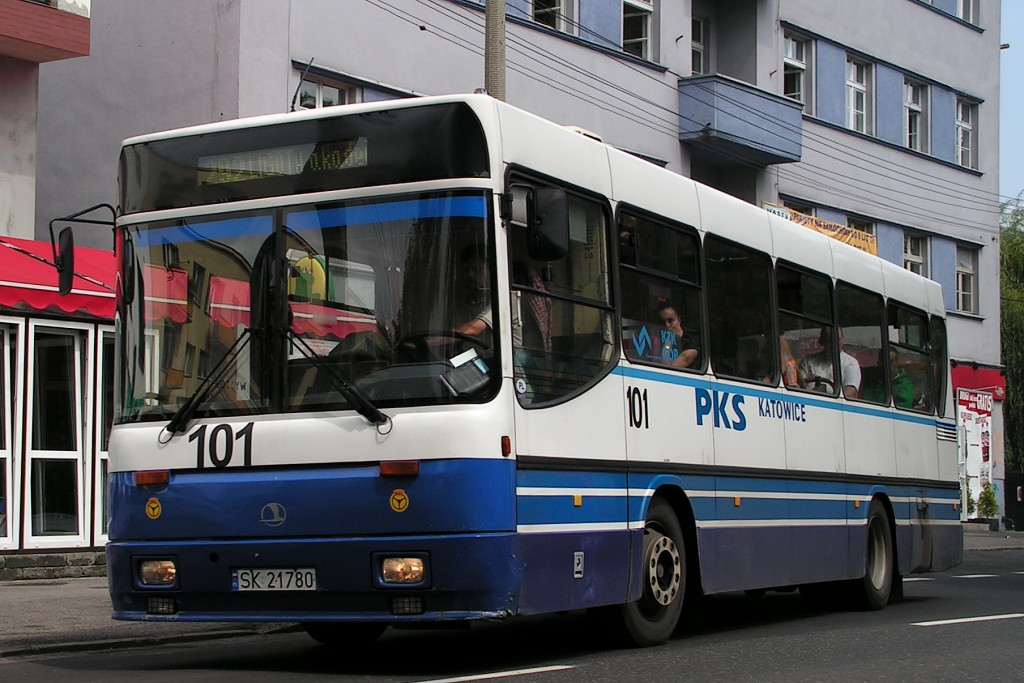
Autosan A1010M „Medium”
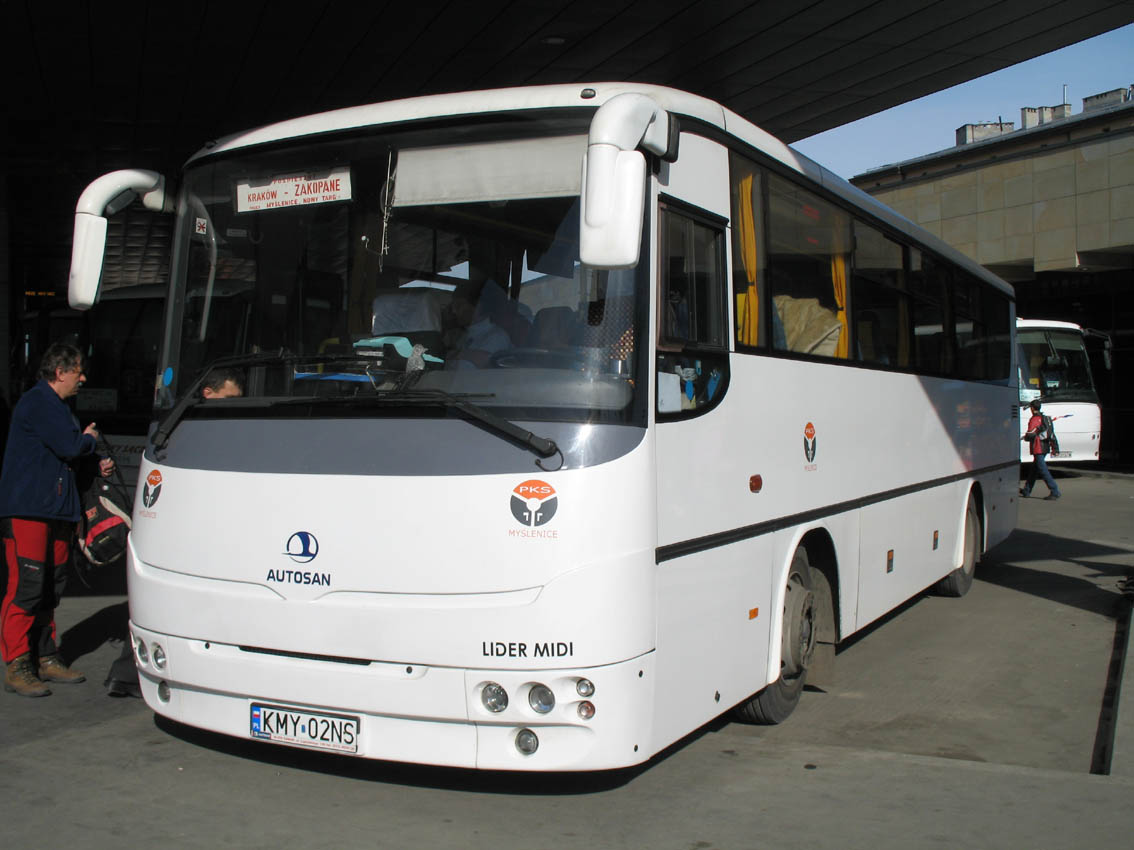
Autosan A1010T Lider Midi
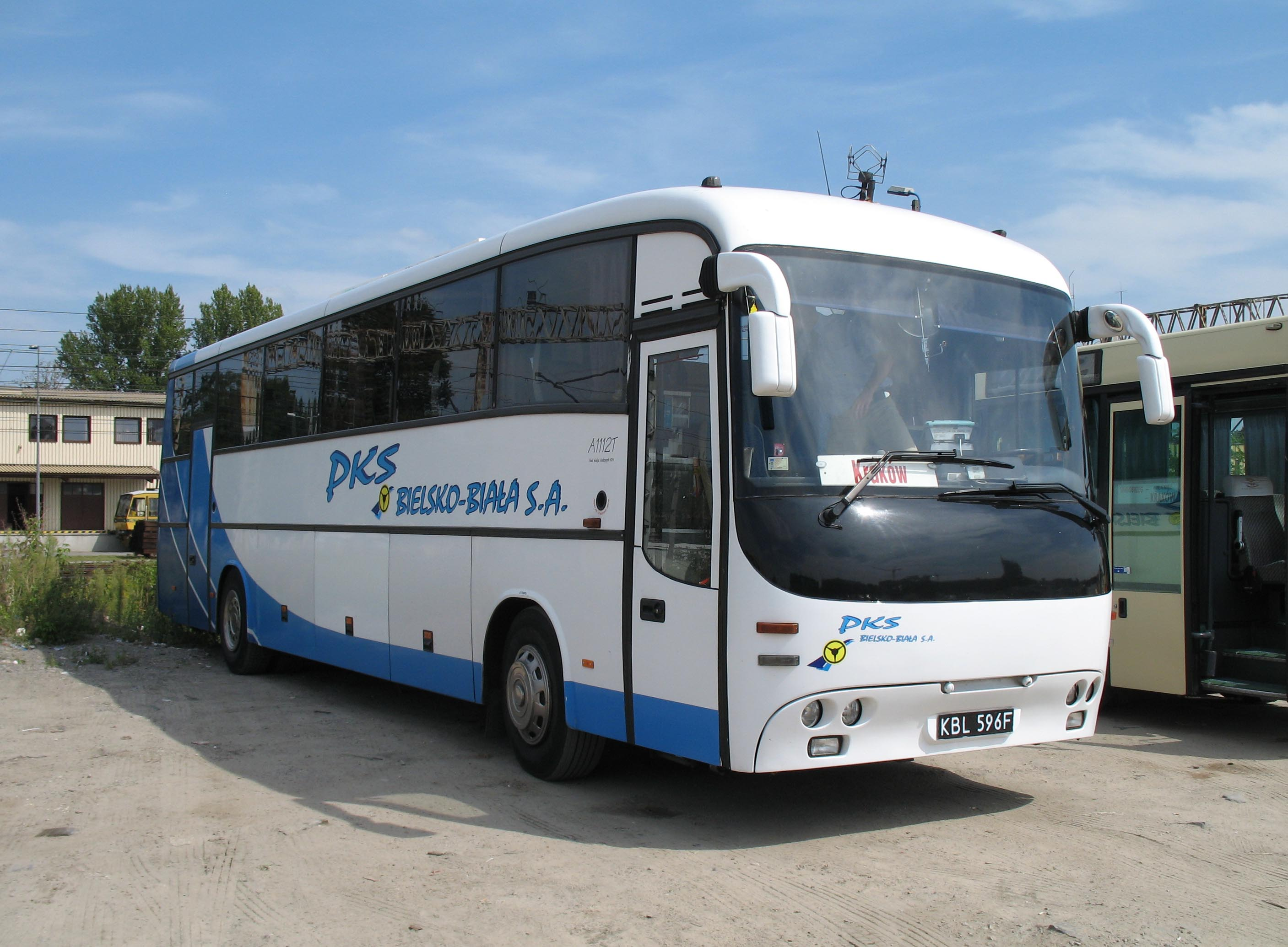
Autosan A1112T.01 „San” z PKS Bielsko-Biała
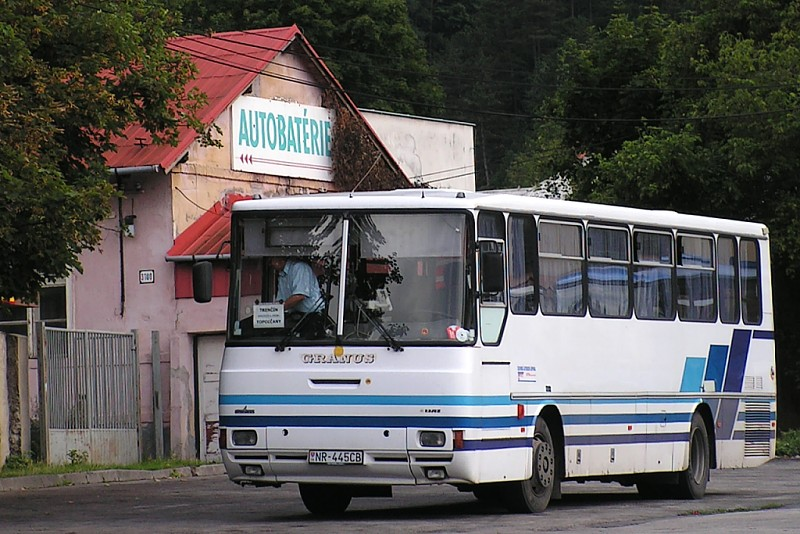
Granus H10-11 z SAD Žilina (montaż na Słowacji w zakładach Granus)